# Poções
Poções é um município brasileiro no Sudoeste do estado da Bahia, região Nordeste do país. Localiza-se na mesorregião do Centro Sul Baiano. O município integra o Território de Identidade Sudoeste Baiano proposto pela Superintendência de Estudos Econômicos e Sociais da Bahia. Tem a sua história ligada ao povoamento do chamado Sertão da Ressaca que era uma área no sudoeste da Bahia, entre o Rio Pardo e o Rio das Contas, onde se encontra a região do Planalto da Conquista.
Segundo o estimativa de 2024 do Instituto Brasileiro de Geografia e Estatística (IBGE), a população do município era de 50 642 habitantes.

## História

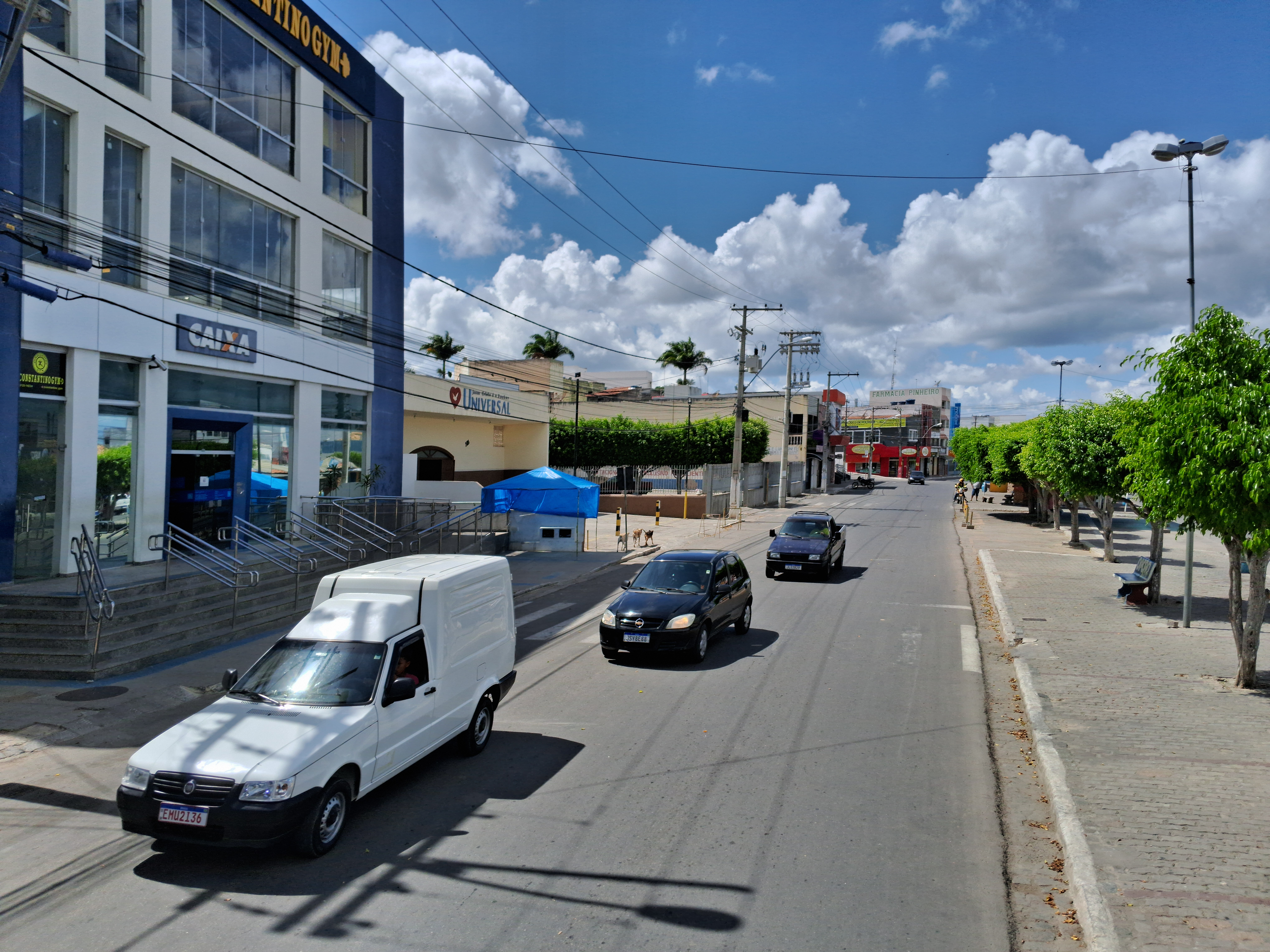
Rua Raimundo Pereira Magalhães, centro de Poções.

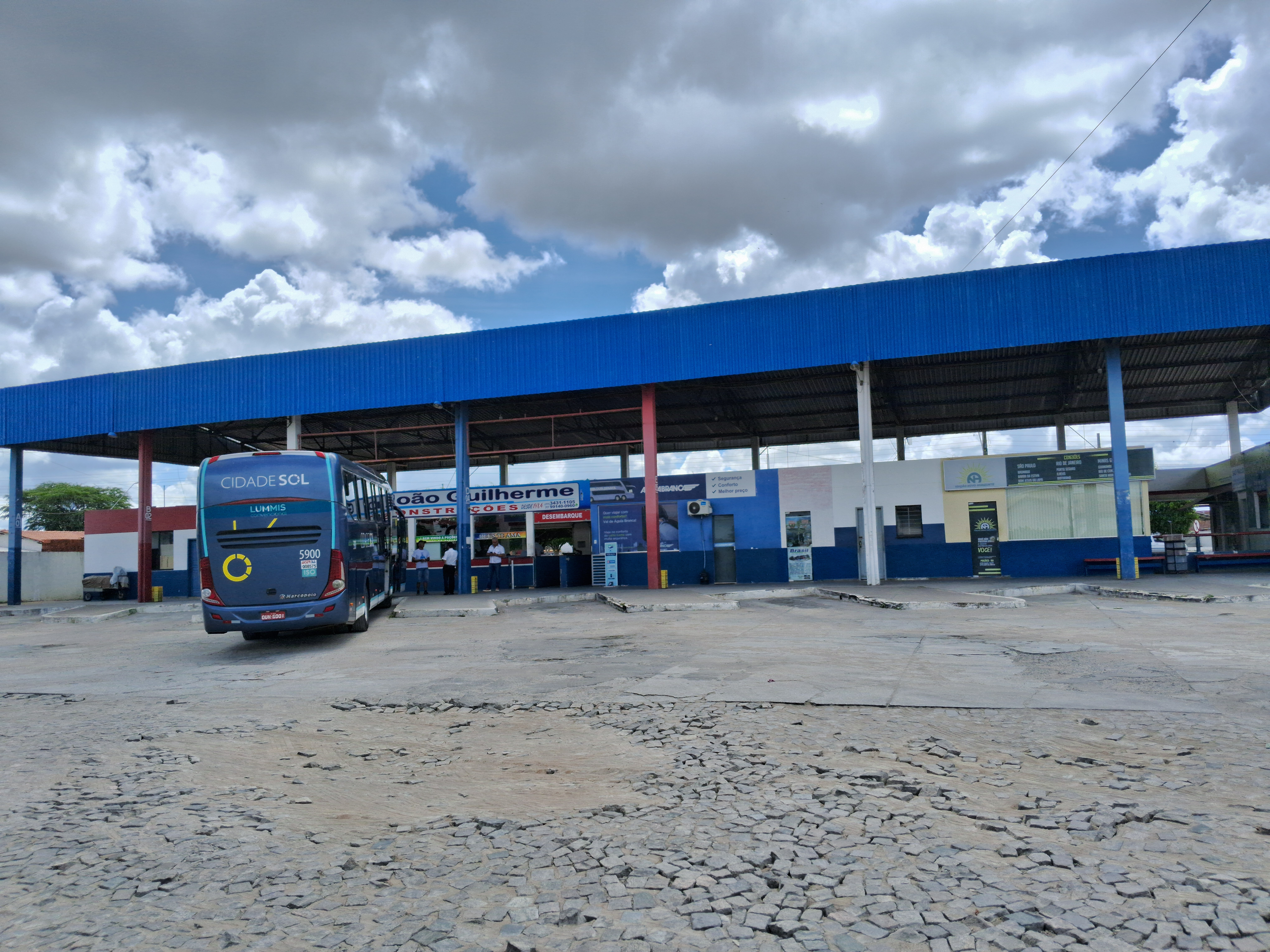
Terminal rodoviário de Poções

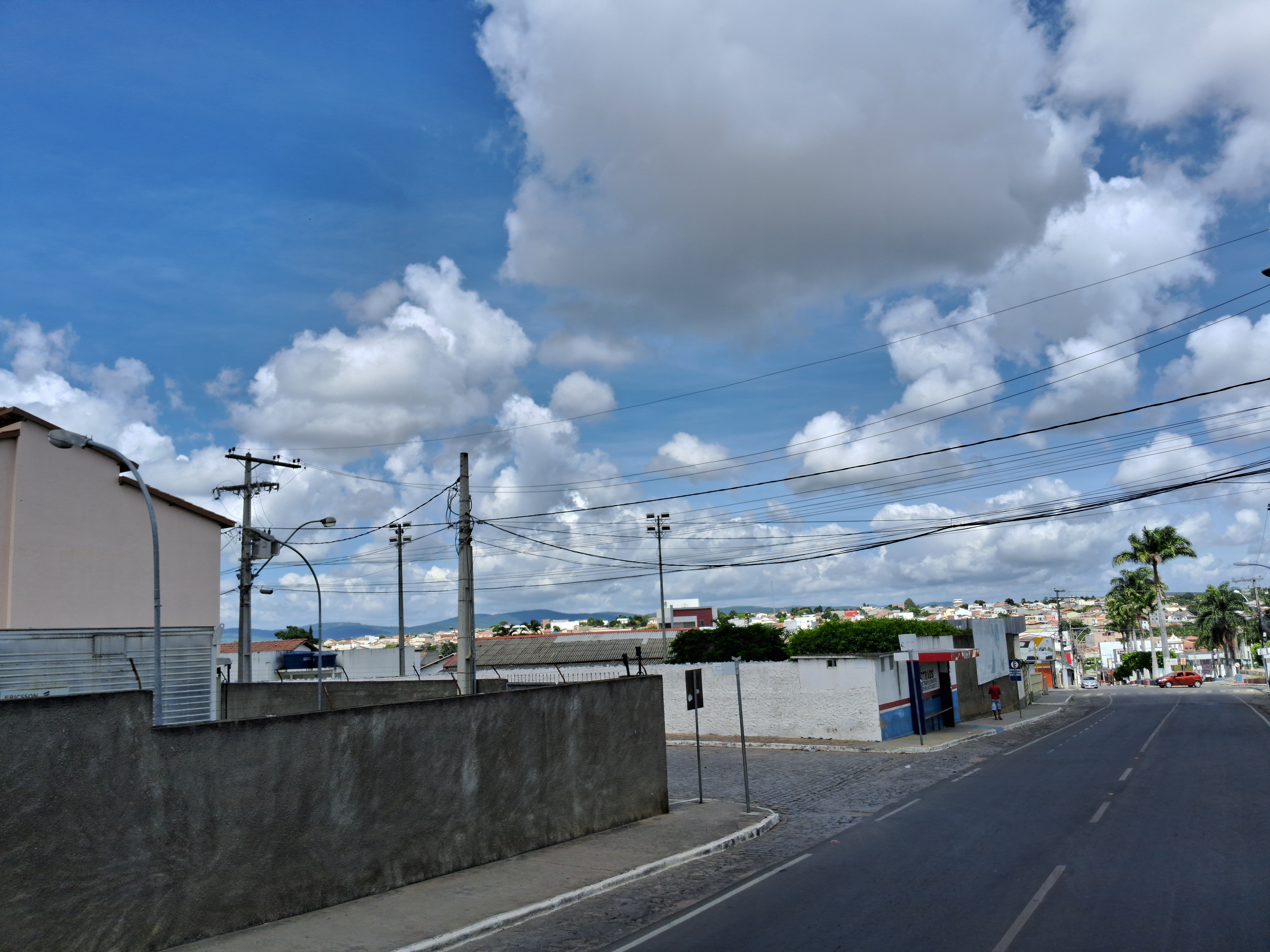
Avenida Cônego Pithon, centro da cidade

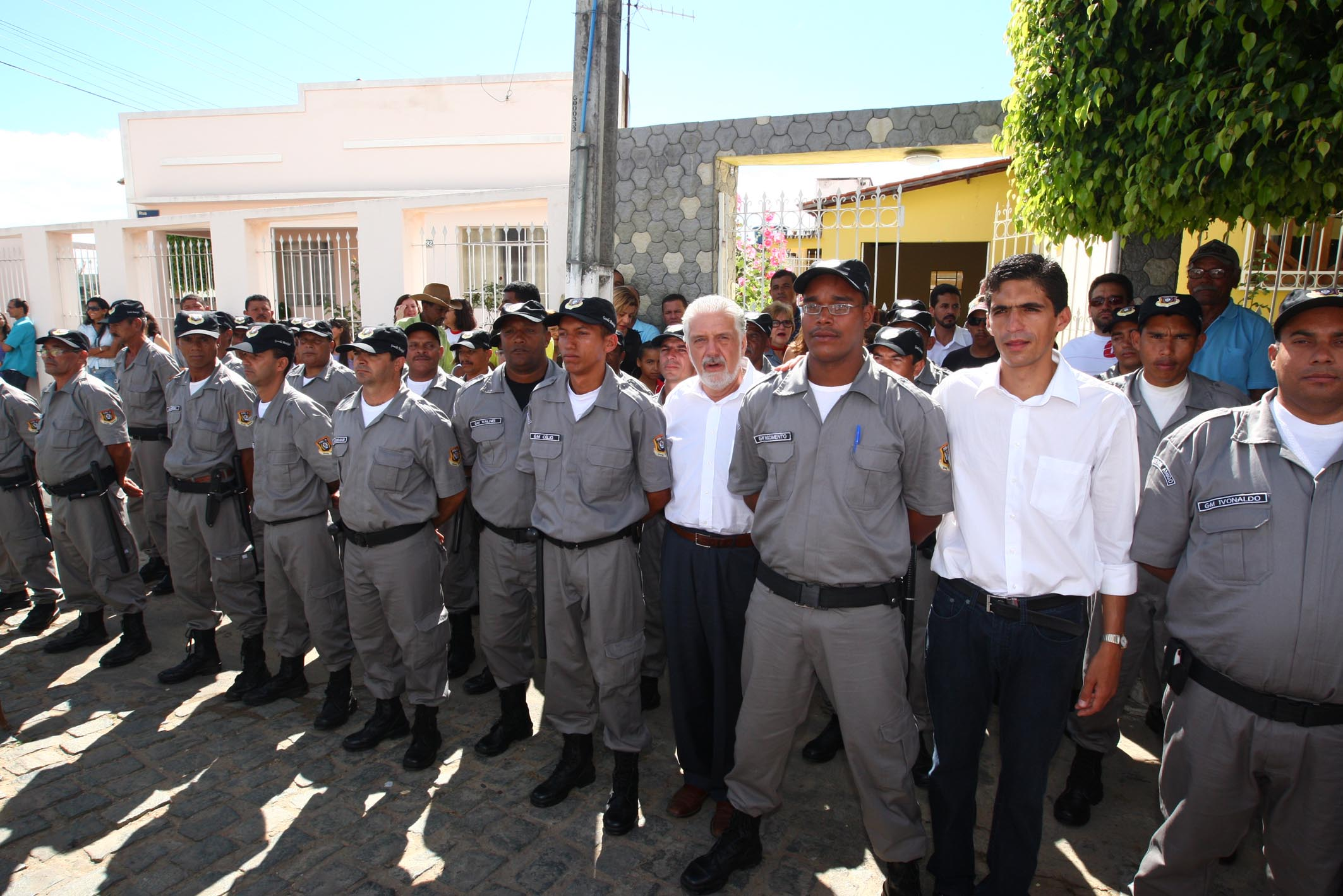
Em 2009, o então governador estadual Jaques Wagner ao lado de guardas municipais de Poções, no dia da inauguração da sede da corporação policial municipal.

De acordo com os registros históricos, as explorações no território iniciaram-se por bandeirantes em busca de metais preciosos por volta 1732, a ocupação do território foi resultado do início de incursões bandeirantes pelo interior da então colônia portuguesa. Um dos principais nomes dessa missão foi o coronel André da Rocha Pinto, considerado o pioneiro na exploração da região. A instalação das fazendas propiciou o surgimento de outras atividades como a pecuária, principalmente a bovina, a agricultura de subsistência e a cultura do algodão, a cultura do algodão também começou a ser praticada como forma de aproveitamento do solo e das condições propícias da região. Essas atividades de exploração se estenderam por cerca de cem anos. A atuação das incursões aumentava o controle da coroa portuguesa na região ao mesmo tempo em que fazia surgir povoações ao longo do caminho percorrido pelos bandeirantes. Os núcleos habitacionais ali formados começaram, paulatinamente, a adquirir ares de urbanização, já que vilas e cidades tiveram suas origens em grandes pedaços de terra formados pela casa do fundador ou desbravador e o centro da religiosidade, a igreja dedicada ao santo padroeiro. A gradual concentração de pessoas em volta das fazendas e nos pontos de desembarque ao longo das estradas formaram diversos centros urbanos na colônia portuguesa no século XVIII devido à descoberta do ouro e à difusão da criação extensiva do gado.
A população original da região eram os índios, e quando houve a chegada dos primeiros bandeirantes em busca de ouro, a região já era ocupada por algumas tribos de índios mongoiós. Tais índios eram uma ramificação dos Camacãs do grupo Gê. Os mongoiós eram agricultores, cultivando banana, milho e mandioca. Os trabalhos eram divididos por sexo, mas os bens advindos do trabalho eram distribuídos coletivamente.
Em relação às origens do Arraial dos Poções, são duas as versões disponíveis. A primeira, que data a ocupação do território a partir do ano de 1732, diz respeito a bandeira chefiada pelo coronel André da Rocha Pinto, que foi designado por Pedro Leolino Mariz para conhecimento do local, sendo a primeira tentativa de desbravamento do Sertão da Ressaca. Corroborando com essa afirmativa, o texto publicado em 1953 destaca: “Confere-se, pois, ao coronel André da Rocha Pinto a primazia da penetração inicial na região que hoje integra o município de Poções, que fazia parte do antigo e bravio sertão da Ressaca, da comarca de Jacobina” (IBGE, 1956). Todavia, de acordo com Sousa e Alves (2004, p. 140) devido “[...] a ausência de fontes documentais sobre o assunto, até o momento, não nos permite tecer maiores considerações sobre a passagem da bandeira comandada por André da Rocha Pinto”. Assim, registra-se essa versão, que consta em textos acerca de Poções, com a ressalva da ausência de fontes primárias.
A segunda versão sobre a ocupação do território e documentalmente referenciada, se faz sob a influência das entradas chefiadas por João Gonçalves da Costa na região circunscrita aos arredores da área onde, posteriormente, foi edificado o Arraial dos Poções. Essa entrada ocorreu na segunda metade do século XVIII com abertura da Estrada das Boiadas que ligava o Sertão da Ressaca a Nazaré . A estrada foi de fato construída pelos bandeirantes, naquele tempo o caminho das tropas passava defronte a casa de João Caetano, esse caminho ligava a estrada Real que vinha do norte de Minas com destino a Nazaré no recôncavo baiano. A estrada Real passava em Conquista, Poções, Maracás, Areias e Nazaré. 
Além do índio, há relatos da presença de negros na região de Poções. Em carta à Coroa Portuguesa, datada de 12 de agosto de 1780, Manuel da Cunha Menezes, ex-governador da Capitania da Bahia, afirma que João Gonçalves vivia em harmonia num rancho com 60 pessoas, entre elas seus agregados e escravos. Os escravos foram adquiridos a fim de poder praticar a pecuária. Outros documentos, incluindo inventários, relatam a origem dos escravos africanos que foram levados para a região, predominavam os de Angola e Moçambique.
O início da colonização da região não foi tarefa fácil para os bandeirantes, no século XVIII, toda a região que incluía Vitória da Conquista, poções e as localidades que seriam futuramente desmembradas de ambas, pertenciam à Vila do Príncipe, que hoje é a cidade de Caetité. O então governador da Capitania da Bahia, D. Afonso Miguel Gonçalves, o Marquês de Valença, ordenou que fosse aberta uma estrada ligando Rio de Contas ao litoral, na época denominada de Vila Nova de Nossa Senhora do Livramento das Minas do Rio de Contas, importante centro de mineração do interior da capitania, essa estrada deveria levar principalmente ouro da vila ao litoral, dado a dificuldades em transportar os minérios explorados na região para serem levados ao portos de Salvador, de Ilhéus ou de Porto Seguro. Soma-se a essa questão, a necessidade, por parte da Coroa Portuguesa de adentrar o sertão com a finalidade de estabelecer a ocupação de terras e, posteriormente, núcleos urbanos que dessem apoio ao trânsito de mercadorias produzidas no interior, sobretudo, na Capitania de Ilhéus, entendendo que os espaços coloniais se estabeleciam essencialmente como “bacias de drenagem”. Foi nessa empreitada que o bandeirante João Gonçalves da Costa foi incumbido de abrir caminho para a estrada, foi então que o capitão partindo do litoral chegou à região do planalto da conquista, ele e seus homens combateram os índios Imborés, Mongoiós e Pataxós que habitavam a região.  
A conquista da região não foi fácil, existiam populações indígenas numerosas e eles lutaram firmemente contra os planos dos lusitanos de abrir uma estrada que passava por seus territórios. As maiores batalhas ocorreram na região próxima da sede da atual cidade de Vitória da Conquista. Em 1752, partiu do litoral o sertanista João Gonçalves da Costa, natural de Chaves (Portugal), acompanhado de seu sogro João da Silva Guimarães, do filho Raimundo Gonçalves da Costa e Antônio Dias de Miranda. Eles seguiram o curso do Rio Pardo e alcançaram a região em que hoje está Vitória da Conquista e demais localidades adjacentes. Depois de esforços inúteis para conquistar pacificamente os indígenas locais, João da Silva Guimarães obteve do Rei de Portugal a permissão de guerreá-los, para evitar os constantes ataques às novas povoações que se desenvolviam nas margens dos rios Paraguaçu e Pardo. 
Em 1752, ocorreu uma das batalhas mais notáveis da história de Vitória da Conquista, entre os soldados luso-brasileiros, liderados por João Gonçalves da Costa, e os indígenas. Foi somente a vitória dos colonos portugueses que toda a região de Vitória da Conquista e seus arredores ficaram sob às mãos de João Gonçalves, incluindo aí a região de Poções. Desse ponto, partindo da fazenda Ressaca, por volta de 1760, João Gonçalves da Costa ocupou as terras do entorno da referida fazenda, seguindo pelo riacho da Ressaca em direção ao Planalto da Conquista, passando pela borda da Serra do Caititu, em direção leste ocupa terras do entorno da nascente do Riacho da Vereda(atual Belo Campo), desse ponto segue em direção nordeste, pela borda da serra do Caititu. Desse ponto em direção norte nordeste, alcança a serra do Peri-Peri, no entorno dessa Serra, as margens do Rio Verruga, demarca as terras das quais viria se tornar o Arraial da Conquista, e desse ponto, segue em direção norte-nordeste, passando pelo riacho do Choça, dai segue em direção à Serra do Taquaral até chegar as margens do Rio São José, demarcando terras que mais tarde deu origem ao arraial dos Poções, dessas terras também exigiu alguns embates entre os colonizadores e os indígenas habitantes do local, mas com a derrota sofrida pelos indígenas na grande batalha da Conquista as populações indígenas foram dizimadas e isso inevitavelmente enfraqueceu toda a resistência indígena que existia na região do Sertão da Ressaca, inclusive, na região de Poções, que apesar de alguma resistência dos indígenas, nativos locais, eles sozinhos não foram capazes de impedir o avanço dos lusitanos que ocuparam toda a região em pouco tempo, tendo fundado a primeira povoação próximo ao Rio das Mulheres, este povoado seria posteriormente chamado de Arraial de Morrinhos.  
Nessa empreitada João Gonçalves da Costa, contou com a participação de outros Portugueses que habitavam os Sertões, sobretudo os seus parentes consanguíneos, Timóteo Gonçalves da Costa e seus irmãos, Leonardo Gonçalves da Costa, Roberto Leolino Mariz de Poções. João Gonçalves da Costa, seguiu em direção nordeste, margeando o rio das Mulheres, ocupando terras que passaram a denominar fazenda Uruba, próximo ao que hoje corresponde a cidade de Boa Nova, de lá seguiu até a sua foz no Rio de Contas, demarcando terras das quais originaram o Arraial de Borda da Mata (atual Jequié ) em 1778, mas este território não ficou sob suas mãos, pouco tempo depois ele repassou o controle da região de Jequié ao Coronel José de Sá Bittencourt. Voltando ao nosso assunto, foi, portanto, nesse processo que o sertanista João Gonçalves fundou a povoação que, posteriormente, viria a ser denominada de Poções. Ele também foi bem sucedido na tarefa de abrir a estrada que ligava a região de Rio de Contas até Ilhéus. Há alguns relatos dessa época, em que o bandeirante afirma que na região havia muitas feras e que em um mês os seus homens mataram 24 onças. Mas nessa época, a pequena povoação que existia na região atual de Poções ainda não era considerada uma vila, não havia construções, só era um ponto de provável povoamento. 

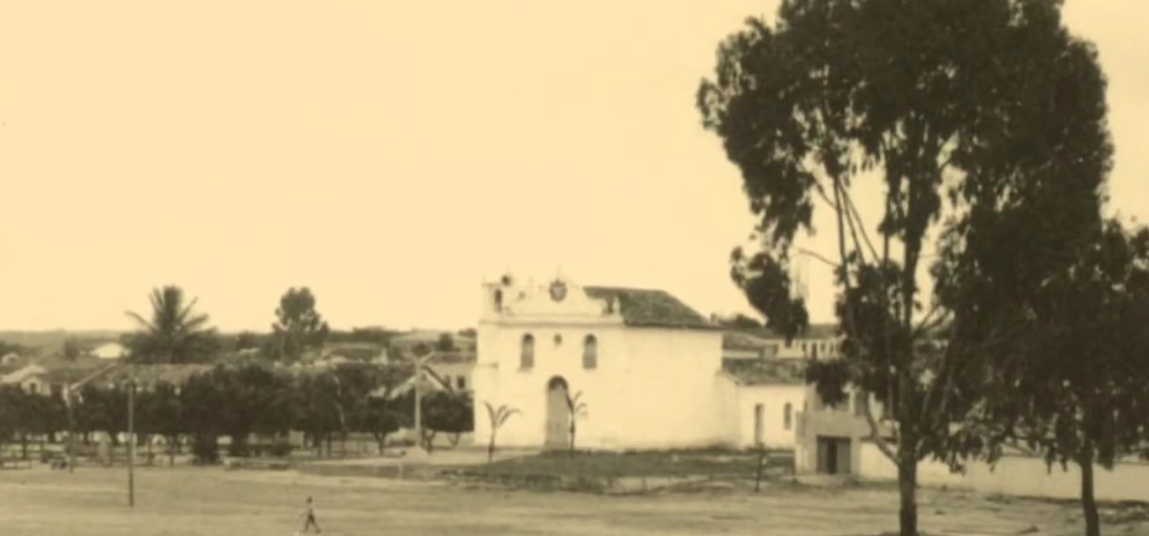
Fotografia da Igreja do Divino Espírito Santo

Mas como a região da atual cidade de Poções era pouco contestada, o bandeirante João Gonçalves deixou o seu filho para reivindicar os seus domínios na região, este filho era o Sargento-Mor Raimundo Gonçalves da Costa, os filhos de João Gonçalves da Costa foram os primeiros proprietários e criadores de gado da região do Sertão da Ressaca, Antônio Dias de Miranda, por exemplo, coube a região denominada Uruba, no atual  Município de  Poções, localidade próxima ao Arraial da Conquista, onde também se desenvolveram cruéis batalhas contra os índios Mongoiós,Imborés e Patachós.  Quanto a Manoel Gonçalves da Costa, sargento-mor, conforme o registrado em seu inventário, foi  proprietário  de  terras  na  fazenda  da  Conquista,  na  fazenda  do  Espírito Santo e no lugar denominado Ribeirão do Martinho.
Mesmo Raimundo Gonçalves da Costa, que, segundo alguns cronistas locais, era filho do conquistador com outra mulher, foi destinada a região de Morrinhos, localidade que dista oito quilômetros de Poções, as fazendas de Sant’Anna  e  Caatingas  do  Ribeirão.  Ele  foi  também  proprietário  de  grande parte de terras na fazenda Ressaca e na fazenda Tamboril. Raimundo Gonçalves da Costa escolheu como sede do território o arraial de Santo Antônio de Morrinhos, a família Gonçalves continuou a viver no local, e o povoado de Poções só seria então fundado pelo filho de Raimundo Gonçalves da Costa que era Timóteo Gonçalves da Costa e também foi ajudado por seus dois filhos. Eles doaram lotes de terras para que fosse erguida uma capela para o povoado, está ideia já era concebida desde a época de João Gonçalves, que planejava construir uma capela para o pequeno povoamento que ele instalou na região. Mas os planos de construção da capela só foram postos em prática no século XIX. Logo quando foi iniciada a construção da capela foi dado o nome de Divino Espírito Santo. Segundo constam nas documentações, a capela teve o início de sua construção em 1830, e se passou bastante tempo até a obra fosse completada, em 1842, estava ainda sob construção e o Capitão-Mor João de Miranda continuou as obras sendo completadas alguns anos depois pelo Capitão-Mor Antônio Sampaio. Portanto, entre os anos 1830 e 1842 foi construída  a capela do Divino Espírito Santo e entorno do templo, aos poucos, desenvolveu-se o arraial de Poções.
Por volta de 1800, Vitória da Conquista passou a categoria de Arraial da Conquista e a ela foi incorporada a região de Poções, mas ambas ainda permaneciam como territórios de Caetité. Na primeira metade do século XIX, o arraial da Conquista, que pertencia ao termo de Caetité, sofreu algumas mudanças de ordem administrativa e territorial. Em 1831, a freguesia do rio Pardo foi elevada a categoria de vila da Província de Minas Gerais e, consequentemente, o arraial da Conquista, assim como os arraiais de Santo Antônio da Barra, São Felipe e Poções passaram ao domínio administrativo da Província de Minas Gerais. Esta decisão não foi aceita pelos moradores desses povoados, principalmente o arraial da Conquista, gerando muitos protestos “justamente pela alegação dos seus habitantes da longa distância da capital mineira e pelo fato de já constituírem uma população de 8 a 10 mil pessoas”. Contudo, as respostas da presidência da província da Bahia e de Minas Gerais demoraram e, somente, em 1839 o território foi desmembrado da província de Minas Gerais. No ano seguinte, 1840, o arraial emancipou-se, conservando os limites anteriores com a denominação de Imperial vila da Vitória. Nessa época Conquista já era uma povoação relativamente grande que já possuía a uma capela desde 1783, foi João Gonçalves quem ergueu a capela em louvor a nossa Senhora das Vitórias como louvor a sua vitória contra os indígenas que ele havia vencido. E em torno dela se formou uma povoação que foi se desenvolvendo com o tempo. O mesmo parecia estar ocorrendo com Poções em 1830, a construção da capela do Divino Espírito Santo poderia trazer mais pessoas a região de Poções que ainda era pouco habitada.
Em 1840, Vitória da Conquista foi elevada a categoria de vila e freguesia com o nome de Imperial Vila da Vitória, tendo o seu território desmembrado de Caetité, assim, Poções passa efetivamente a fazer parte da nova Imperial Vila da Vitória. Mas após a construção da capela do Divino Espírito Santo o povoado de Poções passou a ter um pequeno crescimento ao redor da capela, foi então que 1880, que o território de Poções foi desmembrado do de Vitória da Conquista, em 1778, Poções já tinha sido elevada a condição de freguesia que recebeu a denominação de Divino Espírito Santo em referência a capela, porém, dois anos depois em 1880, foi criado o município de Poções.
Assim, em 1878, Poções tornou-se distrito do município de Vitória, atual Vitória da Conquista, e foi emancipado pela Lei provincial nº 1.986 de 26 de junho de 1880, tornando-se oficialmente um município.
Cabe enfatizar que o bandeirante João Gonçalves da Costa, certamente morou no Arraial dos Poções, onde nasceu o seu filho Manoel Gonçalves da Costa, conforme testamento de Manoel Gonçalves da Costa encontrado no Arquivo da Primeira Vara Cível da Comarca de Vitória da Conquista na pasta de 1850 a 1859. 
No entanto, instalaram-se no arraial o seu cunhado, Themotheo Gonçalves da Costa, juntamente com os dois filhos Bernardo e Roberto Gonçalves da Costa, iniciando o processo de povoamento dessa região, em finais do século XVIII. Bernardo, inclusive, conforme registro do seu testamento já nasceu nos domínios do Arraial dos Poções, conforme consta na Resolução nº 1.986, de 26 de julho de 1880, que diz que a “Villa dos Possoens” foi primitivamente povoação, “creada” por Themotheo Gonçalves da Costa, com seus filhos Bernardo e Roberto Gonçalves da Costa [...] Pela lei nº 1.848 de 16 de setembro de 1878 foi “erecta” em “freguesia”, sendo seus limites os dos “districtos” de Paz dos “Possoens” e“Areião”, e foi elevada à categoria de “villa” e como tal separada do município da “Victoria”, pela Resolução nº 1.986 de 26 de julho de 1880, mas só instalada a 25 de abril de 1883.
Há também uma história que rodava a região do Arraial dos Poções desde a época do Coronel André da Rocha Pinto, durante sua estadia na região de Poções, conta-se a história de que o coronel André da Rocha Pinto teria acumulado uma considerável quantidade de ouro. Porém, temendo represálias do vice-rei, que havia ordenado sua captura após ele incendiar o cartório da então Vila do Príncipe (atual Caetité), ele teria enterrado o tesouro em um local secreto. Após sua morte, seu filho tentou localizar o tesouro, mas sem sucesso. Acredita-se que o local do enterramento permaneceu desconhecido, alimentando lendas e mistérios sobre o tesouro perdido. O coronel André da Rocha Pinto incendiou o cartório da então Vila do Príncipe e, fugindo do crime, por pena de morte pelo vice-rei, o coronel André reuniu uma bandeira de duzentos homens e fixou-se no lugar denominado “Passagem da Conquista”, nas proximidades do que vem a ser a atual sede do município de Poções. Então, o coronel envia seu filho e 40 homens para abastecer-se com o produto do ouro que levavam e abrir caminho até Ilhéus, mas este permanece 2 anos na cidade em meio a boa vida e somente regressa ao ser noticiado da morte do pai. Neste retorno, encontra o roteiro, no qual o seu falecido pai mencionava enigmaticamente o lugar onde enterrara todo mineral apurado durante os 2 anos de sua ausência. O filho do coronel não localizou o minério e retorna a Ilhéus, deixando a região novamente desabitada.
Em 1840, surge na região o português de nascimento, coronel Raimundo Pereira de Magalhães, com 15 anos de idade, tendo encontrado ainda vestígios das explorações anteriores, principalmente o desejo dos habitantes descobrirem o tesouro enterrado pelo velho bandeirante André Rocha Pinto. Sobre isto, o jovem português ouviu de um velho negro centenário, porém, em perfeito juízo, que dizia ter sido escravo do coronel André, sendo molecote na ocasião da morte deste, mas que se lembrava perfeitamente disso, por ter assistido às pesquisas do "Senhor Moço" (o filho do coronel) em procura do tesouro, assim como das palavras que, repetidas sempre pelo velho, indicavam o rumo ao tesouro:

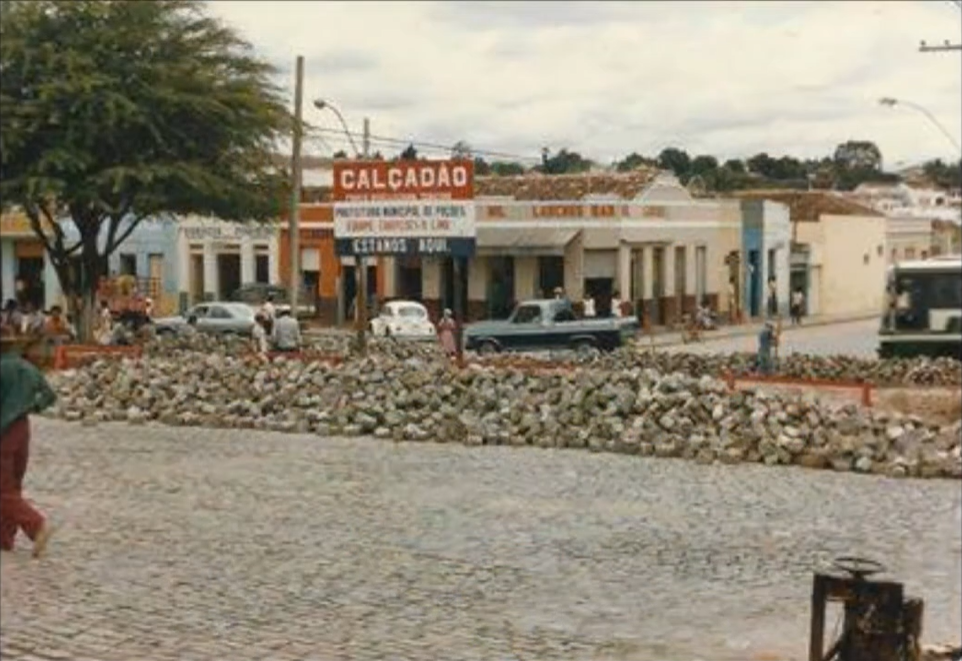
Construção da praça central de Poções

" Do cemitério para baixo, de passagem para cima, pedra do norte a sul nem mais, para trás, da estrada para cima me verás". Confere-se pois, ao coronel André da Rocha Pinto a primazia da penetração inicial na região que hoje integra o município de Poções, que fazia parte do antigo e bravio sertão da Ressaca, da comarca de Jacobina. A povoação foi fundada por Thimóteo Gonçalves da Costa e seus filhos Bernardo e Roberto Gonçalves da Costa, após a conquista dos indígenas residentes no local pelo capitão-mor João Gonçalves da Costa, que doou o terreno onde foi construída uma capela sob a invocação do Divino Espírito Santo. As obras da capela foram iniciadas em 03 de agosto de 1830, continuadas em 1842 pelo capitão-mor João Dias de Miranda, e terminadas pelo capitão Antônio Coelho Sampaio". 

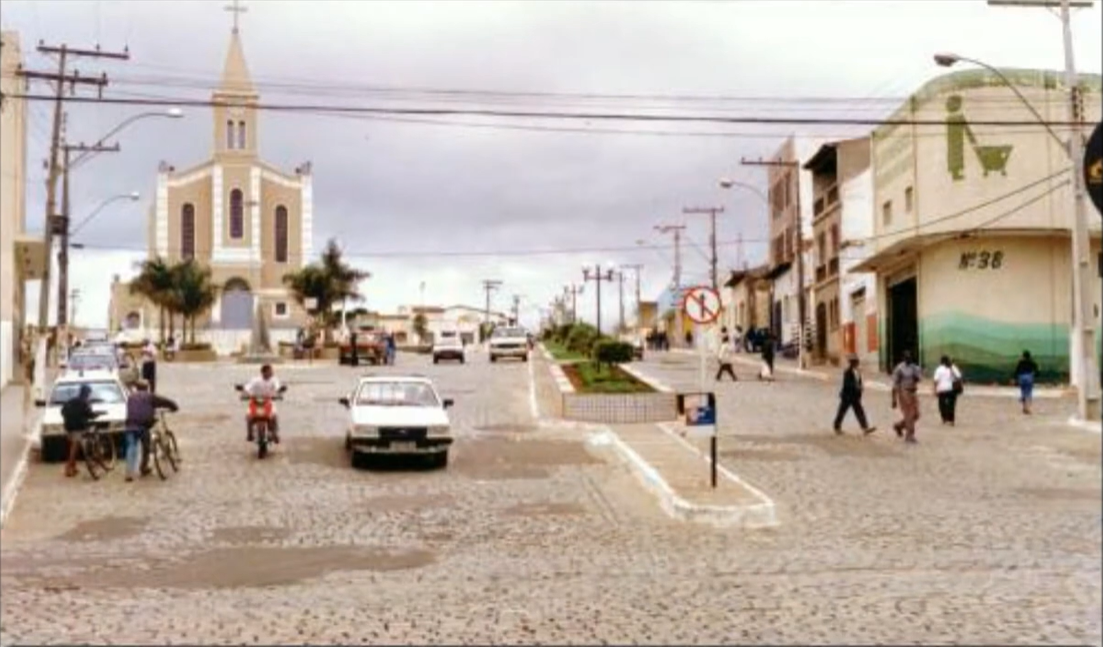
Poções na década de 1980

A cidade de Poções, na região sudoeste da Bahia, obteve este nome devido à existência de vários poços localizados onde hoje é o centro da cidade. Em relação às interferências políticas de Boa Nova no processo de emancipação de Poções, constata-se que houve um conflito de interesse entre famílias tradicionais do final do século XIX, que por ganhos particulares, influenciaram a vida urbana e a estrutura social, econômica e política do município. Com base nos dados vigentes e relatos sobre a administração local, o principal responsável por essa gestão truculenta do município de Poções foi o então prefeito Coronel Raimundo Pereira de Magalhães e seus familiares. Um dos seus filhos, também foi prefeito de Poções no final do Século XIX, Affonso Henriques Pereira de Magalhães, por desavenças políticas e interesses econômicos forçou o Governador da Bahia a extinguir o município de Poções pela lei Estadual 522 de 17 de setembro de 1903 e transferiu toda a municipalidade para o recém-criado Município de Boa Nova. É preciso destacar que esse processo é estabelecido no contexto de mudança de Império para República.
Teve sua sede transferida duas vezes para a povoação de Boa Nova e sete mudanças na nomenclatura entre 1903 e 1947, chegando a se chamar de Divino Espírito Santo, Boa Nova e Djalma Dutra anteriormente. A cidade teve a sua área dividida entre mais seis municípios: Ibicuí (1952), Iguaí (1952), Nova Canaã (1961), Planalto (1962), Caetanos (1989) e Bom Jesus da Serra (1989). Sobre isso, vejamos em maiores detalhes, Verificou-se a fundação do novo município em 25 de abril de 1883. Com a transferência da sede para ali, pela Lei nº 522 de 17 de setembro de 1903, a qual suprimiu o município de Poções, transferindo a sede para o município de Boa Nova, que foi elevada à categoria de vila pela mesma Lei. Por força da Lei estadual nº 1.238 de 20 de maio de 1918, a sede municipal retornou a Poções, sendo restabelecido, por conseguinte, o município desse nome, o qual aparece nos quadros de apuração do Recenseamento Geral de 1º de setembro de 1920, constituído de 2 distritos: Poções e Boa Nova.
A Lei estadual nº 1.468 de 14 de maio de 1921, novamente extingüiu o município de Poções, transferindo a sede para Boa Nova e a Lei nº 1.564 de 21 de julho de 1922, restabeleceu-o, com território desmembrado de Boa Nova. A reinstalação do município ocorreu a 29 de setembro de 1922. De acordo com a divisão administrativa correspondente ao ano de 1933, Poções se compõe dos distritos de Poções, Nova Laje, Ibicuí, Campos Sales e Iguaí. Em divisões territoriais datadas de 31 de dezembro de 1936 e 31 de dezembro de 1937 e no quadro anexo ao Decreto Lei estadual nº 10.724 de 30 de março de 1938, o referido município se divide em 8 distritos: Poções, Água Bela, Água Fria, Campos Sales, Ibicuí, Iguaí, Nova Laje do Gavião e Umburanas. Pelo Decreto estadual nº 11.089 de 30 de novembro de 1938, o distrito de Nova Laje do Gavião adquiriu o território do extinto distrito de igual nome, do município de Conquista e passou a denominar-se Vista Nova.
Pelo Decreto estadual nº 10.724 de 30 de março de 1938, a vila foi elevada à categoria de cidade. No quadro territorial estabelecido pelo supracitado Decreto estadual nº 11.089, para vigorar no qüinqüênio 1939-1943, Poções compreende os distritos de: Poções, Água Bela, Campos Sales, Ibicuí, Ibitupã(ex-Umburanas), Iguaí, Nova Canaã (ex-Água Fria) e Vista Nova (ex-Nova Laje do Gavião). Em virtude do Decreto-Lei estadual nº 141 de 31 de dezembro de 1943, o topônimo do município de Poções foi modificado para Djalma Dutra. Segundo o quadro territorial vigorante em 1944-1948, fixado pelo citado Decreto-Lei nº 141 e confirmado pelo Decreto estadual nº 12.978 de 1º de junho de 1944, Djalma Dutra compõe-se dos seguintes distritos: Djalma Dutra, Água Bela, Lucaia (ex-Campos Sales), Ibicuí, Ibitupã, Iguaí, Nova Canaã e Vista Nova. Por força do artigo 30 das disposições transitórias da Constituição do Estado da Bahia de 1947, readquiriu o município a sua antiga denominação Poções.

Sua composição administrativa, de acordo com a Lei nº 628 de 30 de dezembro de 1953, é de seis distritos: Poções, Bom Jesus da Serra, Lucaia, Nova Canaã, Periperi de Poções e Vista Nova, tendo perdido os distritos de Ibicuí e Iguaí que obtiveram autonomia. A sede do distrito de Água Bela foi em 1953 transferida para o povoado de Bom Jesus, passando o distrito a chamar-se Bom Jesus da Serra. Fonte: IBGE.

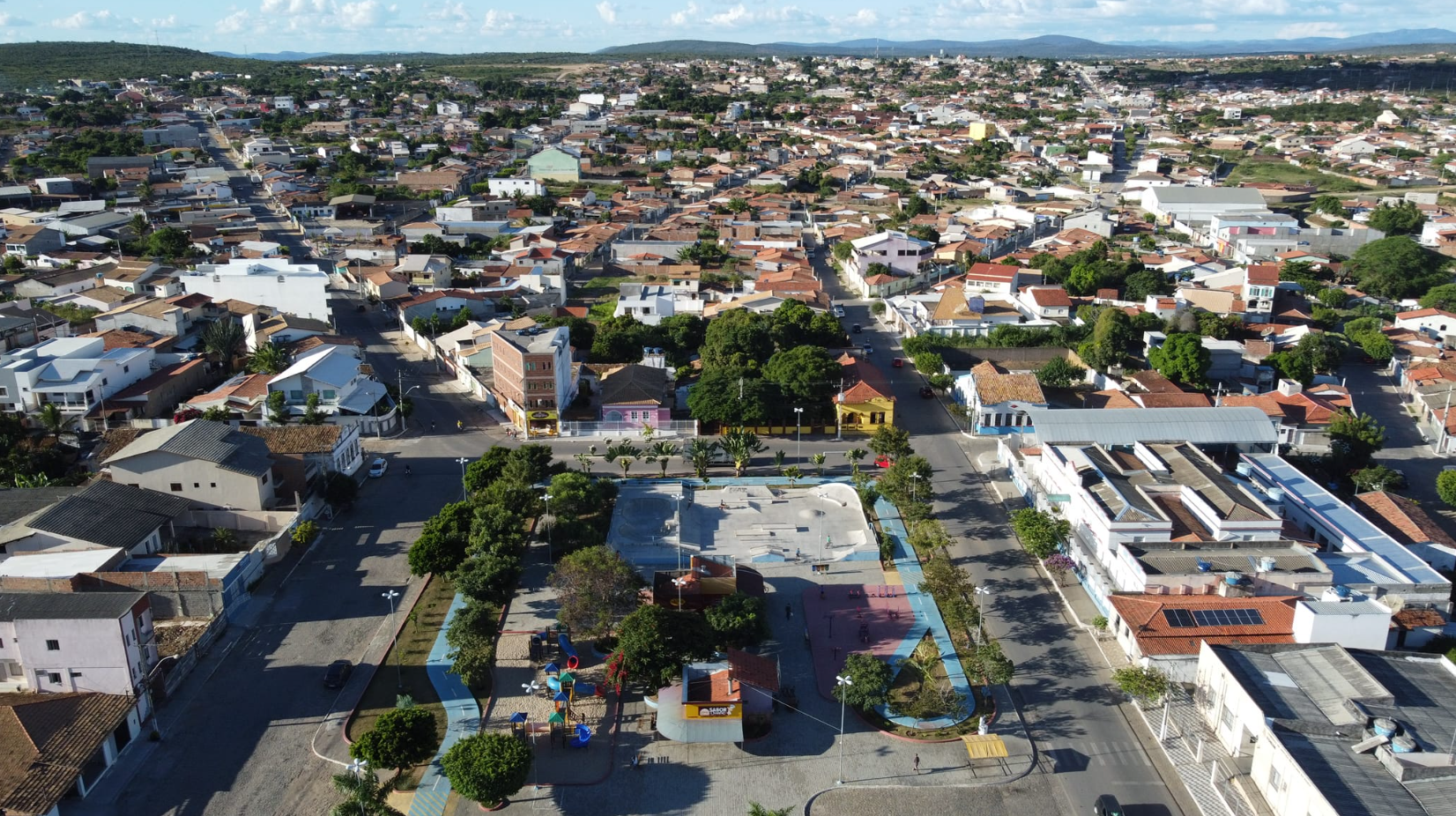
Vista de Poções

## Infraestrutura

### Educação
Ao todo, o município tem 346 estabelecimentos de ensino fundamental e 53 escolas de nível médio. Em relação ao ensino superior, a maior parte dos jovens estudantes universitários do município viajam diariamente para Vitória da Conquista para estudar nas instituições de ensino superior da cidade, como a Universidade Estadual do Sudoeste da Bahia - UESB, Universidade Federal da Bahia, Campus Campus Anísio Teixeira, o IFBA, Campus de Vitória da Conquista, bem como instituições de ensino privado, como a   Faculdade Independente do Nordeste - Fainor, Faculdade Maurício de Nassau - UNINASSAU, entre outras. 
Em 2024, Presidente Luiz Inácio Lula da Silva anunciou em Brasília a construção de oito novos Institutos Federais de Educação, Ciência e Tecnologia na Bahia com previsão de construção até 2026. E a cidade de Poções foi contemplada com o anúncio da implantação de um campus para a cidade e sua região de influência. Os critérios adotados pelo governo estadual para a seleção dos municípios incluem a universalização do ensino superior na Bahia, o PIB local, o IDH, o número de estudantes no ensino médio por território e a localização estratégica dentro do território de identidade.
No último 18 de setembro, uma comitiva do Instituto Federal de Educação, Ciência e Tecnologia da Bahia (IFBA) esteve na cidade de Poções para assinatura da escritura de doação do terreno para construção do novo campus e lançamento de sua pedra fundamental. O terreno fica localizado na Rua B, s/n, Loteamento São Francisco I, Bairro Alto da Vitória, em Poções, com área de 52.099,96 m² e perímetro de 968,89m. Os dados constam na Certidão com Prenotação nº 29.910, de 11 de agosto de 2024. Até a finalização da obra de construção do campus, as atividades da unidade do IFBA serão desenvolvidas provisoriamente na Escola Estadual Isaías Alves. “A expectativa é iniciarmos as atividades de implantação na sede provisória já no primeiro trimestre de 2025. Já a entrega do campus está prevista para o segundo semestre de 2026”, declara Elis. No cronograma da Pró-reitoria de Desenvolvimento Institucional (Prodin), ainda em 2024, haverá a formação da comissão para estudos de implantação e realização de audiência pública para escuta da comunidade.

### Economia
As principais atividades econômicas são a agricultura de hortifrutigranjeiros e a geração de empregos diretos e indiretos no comércio, segundo o SEI. Além disso, no setor econômico, destaca-se pela agricultura, sendo o principal produtor baiano de fava e o 4º de tomate, além da expressiva produção de outros produtos, como a mandioca, o café, banana, milho, aipim e mamona. Ainda em relação ao seu setor primário, aparece a pecuária, eqüinos e a produção de ferro. Para o setor turístico há apenas poucas atrações. Entre elas estão a Igreja do Divino Espírito Santo e o Prédio do Antigo Fórum, fazendo parte do patrimônio histórico, além de eventos como a Festa do Divino Espírito Santo, o Dia do Município, o São João e a Semana da Pátria. Conforme registro da JUCEB - Junta de Comércio do Estado da Bahia, em dados disponibilizados em 2010, o município de Poções conta com um total de 64 industrias de pequeno porte, e há um total de 972 estabelecimentos comerciais no município. 
Considerado um centro de alta influência nos municípios vizinhos, o município de Poções fica perto da cidade de Vitória da Conquista, Bahia. Dentro de sua área de influência, a cidade atrai maior parte dos visitantes para logística de transportes. Poções é o 2º município mais populoso da região de Vitória da Conquista, com 50 mil habitantes. O PIB da cidade é de cerca de R$ 573,5 milhões de reais, sendo que 53,5% do valor adicionado advém dos serviços, na sequência aparecem as participações da administração pública (33,6%), da indústria (6,5%) e da agropecuária (6,4%). Com esta estrutura, o PIB per capita de Poções é de R$ 12,2 mil, valor inferior à média do estado (R$ 23,5 mil), da grande região de Vitória da Conquista (R$ 16,8 mil) e da pequena região de Vitória da Conquista (R$ 17,2 mil). Entre 2006 a 2021, o crescimento do PIB municipal apresentou o 2° melhor desempenho da região imediata. Nos últimos dez anos, o crescimento nominal do nível de atividade da cidade foi de 163,9% e a taxa apresentada dos últimos 5 anos foi de 22,3%.
O município possui 3,9 mil empregos com carteira assinada, a ocupação predominante destes trabalhadores é a de professor de nível médio no ensino fundamental (301), seguido de vendedor de comércio varejista (285) e de motorista de caminhão (rotas regionais e internacionais) (206). A remuneração média dos trabalhadores formais do município é de R$ 2,5 mil, valor abaixo da média do estado, de R$ 2,8 mil. A concentração de renda entre as classes econômicas em Poções pode ser considerada normal e é relativamente superior à média estadual. As faixas de menor poder aquisitivo (E e D) participam com 56,5% do total de remunerações da cidade, enquanto que as classes mais altas representam 9,9%. Destaca-se que a composição de renda das classes mais baixas da cidade têm uma concentração 11,5 pontos percentuais maior que a média estadual, já as faixas de alta renda possuem participação 15,1 pontos abaixo da média. Do total de trabalhadores, as três atividades que mais empregam são: administração pública em geral (1374), comércio varejista de combustíveis (178) e comércio varejista de móveis (132). Entre os setores característicos da cidade, também se destacam as atividades de fabricação de frutas cristalizadas e balas e fabricação de partes para calçados.

### Transportes
A sede municipal é cortada pela BR-116. Comumente referida como "Rio-Bahia", a rodovia federal é o principal eixo rodoviário. Também é cortada pela rodovia estadual BA-262. Esta liga a sede do município a Itabuna, passando por Nova Canaã, Iguaí, Ibicuí, Ponto de Astério, acesso à BA-263 (rodovia Vitória da Conquista-Itabuna), até a BR-101. O município, desde a sede, é ainda servido por rodovia asfaltada (atualmente cheia de buracos) até a sede do município de Bom Jesus da Serra.
Dispõe de linhas regulares de ônibus para Salvador, Vitória da Conquista e para todo o país com acesso às principais rodovias do país. O município dispõe de aeroporto com pista asfaltada para aeronaves de até 50 passageiros. Os aeroportos mais próximos para aviões de médio e grande portes são os de Vitória da Conquista, Ilhéus e Salvador.

## Geografia
Apresenta clima semiárido e seco a sub-úmido. O município está localizado numa depressão em forma de bacia, a uma altitude média de 760 metros em relação ao nível do mar, em uma zona de transição entre os biomas da Caatinga, ao oeste, e da Mata Atlântica, ao leste. Sua média anual de 20,7 °C. O solo da região é considerado bastante fértil, entretanto, partes do município enfrenta períodos prolongados de seca pois se encontra em um clima semi-árido, fora dos período de chuva, que geralmente ocorre principalmente entre os meses de novembro e janeiro. Seu território é composto 10% pelo bioma Caatinga e 90% pelo bioma Mata Atlântica (Mata de Cipó). É considerado um município do Semiárido Brasileiro. O IDHM de Poções é 0,60. A cidade fica situada numa depressão de terreno em forma de bacia. Seu centro comercial fica localizado na parte baixa, enquanto a parte alta concentra as moradias.
Sua topografia é bastante acidentada com várias serras, como a Ouricana, Espeto, Umbuzeiros, Bom Jesus, David e Dobarusa; rios como o do Vigário, das Mulheres, São José e Ouricana; além das cachoeiras, com destaque para a Bandeira e Sete Voltas. Sua principal riqueza natural é a mineral, com predomínio do amianto, que destaca-se pela boa qualidade, porém conta ainda com o cristal de rocha, mica, ferro e grafite. Já na flora, há plantas medicinais e madeiras de lei, apesar de bastante devastada; e a fauna com tatus, capivaras, onças, veados, pacas, preás, cobras e aves. 
Todo o água disponível da cidade vem da chamada "Barragem de Morrinhos", que nasce no Rio das Mulheres, e tem por finalidade abastecer a cidade e alguns municípios próximos. A barragem foi construída pelo Departamento Nacional de Obras Contra as Secas (DNOCS), na década de 1950, e situa-se no distrito de Morrinhos.

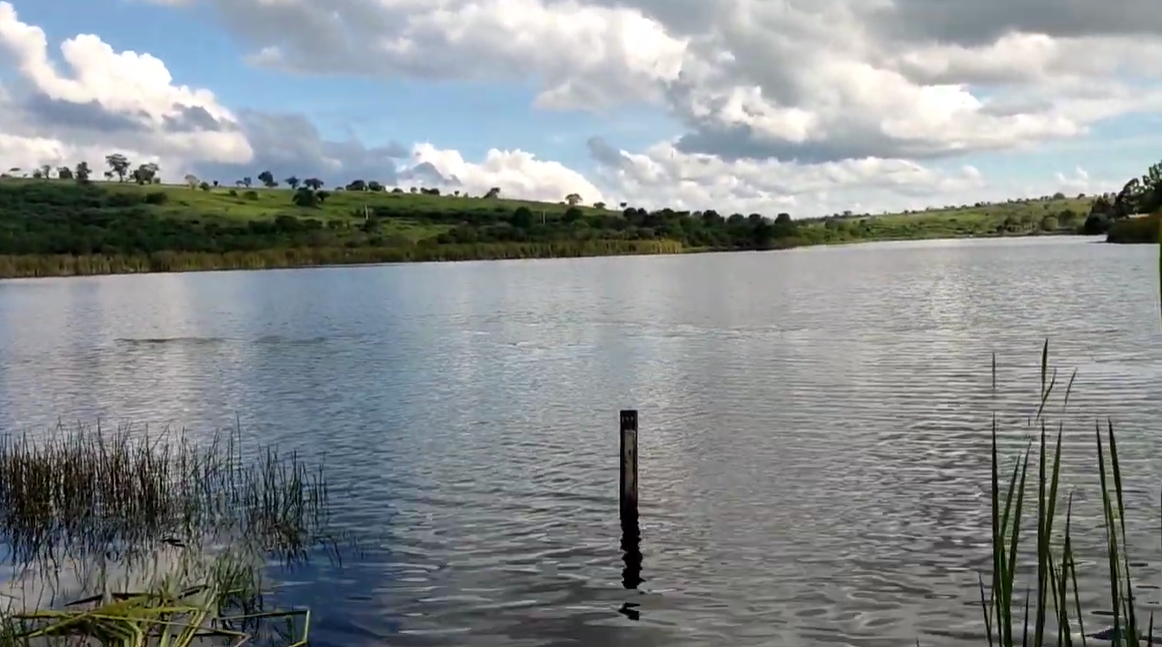
Barragem de Morrinhos, o reservatório que abastece o município de Poções-Ba

Além disso, o município está localizado em uma depressão em forma de bacia. O centro comercial situa-se na parte baixa, enquanto na parte alta concentram-se as residências. Vários bairros compõem a sede municipal, a exemplo dos bairros Alto do Recreio, Indaiá, Alto da Vitória, Santa Rita, Primavera, Tiradentes, Lagoa Grande, Bela Vista, Centro, Urbis, Tigre, Santa Rita, Açude, Lagoa Grande, Poçõenzinho, Joaquim Mascarenhas, Alto Paraíso, Pituba, entre outros.
A vegetação da região é caracterizada principalmente por ser considerada uma transição entre a Mata Atlântica e a Caatinga, na região que compõe o município de Poções existe uma divisão de duas regiões, uma é uma região de mata úmida mais parecida com a Mata Atlântica e a outra região é a Caatinga, região mais seca do município. A região mais úmida está mais próxima das cidade de Canaã e Iguaí, enquanto que a região mais seca se encontra mais próxima dos munícipios de Bom Jesus da Serra. Na região também há alguns resquícios da Mata de Cipó que é um tipo de Floresta estacional Decidual (FED) que faz a transição entre a Mata Atlântica e a Caatinga, encontrada exclusivamente no estado da Bahia, principalmente no Planalto de Conquista. É comum na Mata de Cipó do Planalto de Conquista que muitas árvores percam as folhas na época seca. Além de decíduas, as plantas possuem inúmeras adaptações para resistir ao ambiente. Orchidaceae ainda é pouco estudada no Sudoeste da Bahia, sendo que a maioria dos estudos existentes foram realizados nos municípios de Boa Nova e Vitória da Conquista. Desta forma, Orchidaceae em um fragmento de Floresta Estacional Decidual Montana, localizado em Salitre, zona rural do município de Poções, Bahia, Brasil é pouco discutida. O  município  de  Poções  está  localizado  no  Planalto  da  Conquista,  região  conhecida  como  Sudoeste  baiano,  juntamente  com  outros  11  municípios:  Manoel  Vitorino, Dário Meira, Boa Nova, Nova Canaã, Planalto, Vitória da Conquista,  Barra  do  Choça,  Anagé,  Belo  Campo,  Cândido  Sales  e  Caatiba. A área de estudo localiza-se em uma região de transição  entre  dois  grandes  domínios  fitogeográficos,  a  Caatinga  e  a Mata  Atlântica.  A  vegetação  localmente  conhecida  como  Mata  de Cipó é denominada Floresta Estacional Decidual  Montana  (IBGE,  2012),  caracterizada  por  possuir  elementos da  Caatinga  e  Floresta  Atlântica,  ocorrendo  entre  500  m  e  800  m, em  regiões  com  pluviosidade  em  torno  de  800  mm  anuais,  com estações de seca e chuva bem definidas. Esta vegetação  apresenta  grande  quantidade  de  lianas  entrelaçadas  que dificultam  o  deslocamento  dentro  da  mata.

### Rio São José
O Rio São José era o corpo d'água que atravessava toda a cidade, um rio que tinha certa dimensão, conta-se que quando a cidade foi fundada, por volta de 1880, o  rio era a principal fonte de água para o moradores locais, mais com o crescimento do povoamento a mata ciliar que existia ao longo do curso d'água foi sendo desmatada, e o rio aos poucos foi sendo açoreado. A cidade foi construída em torno desse curso d'água e, por isso, sempre que ocorrem chuvas fortes o que restou do rio transborda e alaga todo o centro da cidade. No século XIX, era comum as mulheres lavarem roupas nas margens do rio, nos primeiros tempos de formação da cidade ainda no século XIX, e nas primeiras décadas do século XX, a cidade era abastecida pelas águas do Rio São José, foi com a gradual degradação do rio que a água do rio se tornou imprópria para o consumo humano. Ao longo da história de Poções existem muitos relatos de enchentes que alagou a cidade e causou muitos transtornos para os moradores da região mais baixa da cidade nas proximidades do Rio São José. Para que se possa comparar o nível de descaso com o rio, hoje boa parte dele virou um esgoto a céu aberto, toda a vida animal que havia nesse rio foi sendo perdida. Quem passa pelo centro da cidade se depara com os esgotos, e neles é a localização do rio, dado o seu nível de degradação é considerado por especialistas como um "rio morto". 
O Rio São José nasce em Duas Vendas, no município de Poções. Por mais de um século, ele serviu como manancial para abastecer de água potável a população poçoense, até a construção do velho açude. Este açude estava localizado entre o centro comercial e a rua de Morrinhos. A falta de cuidados da população e do poder público fez com que o açude assoreasse e entrasse em processo de salinização, tornando-se um foco de esquistossomose. Quando chovia muito, o Rio São José despejava muita água, e o açude não suportava o volume. Isso causava grandes enchentes que traziam enormes prejuízos aos moradores das proximidades da rua de Morrinhos, dos fundos da praça Góes Calmon e da parte baixa da praça Raimundo Magalhães, no centro da cidade. O centro comercial sofria grandes perdas, com lojas invadidas pelas águas, casas destruídas e mercadorias levadas, o que ocorreu por volta dos anos 1940, a situação foi não resolvida, muito devido a falta de interesse político. 

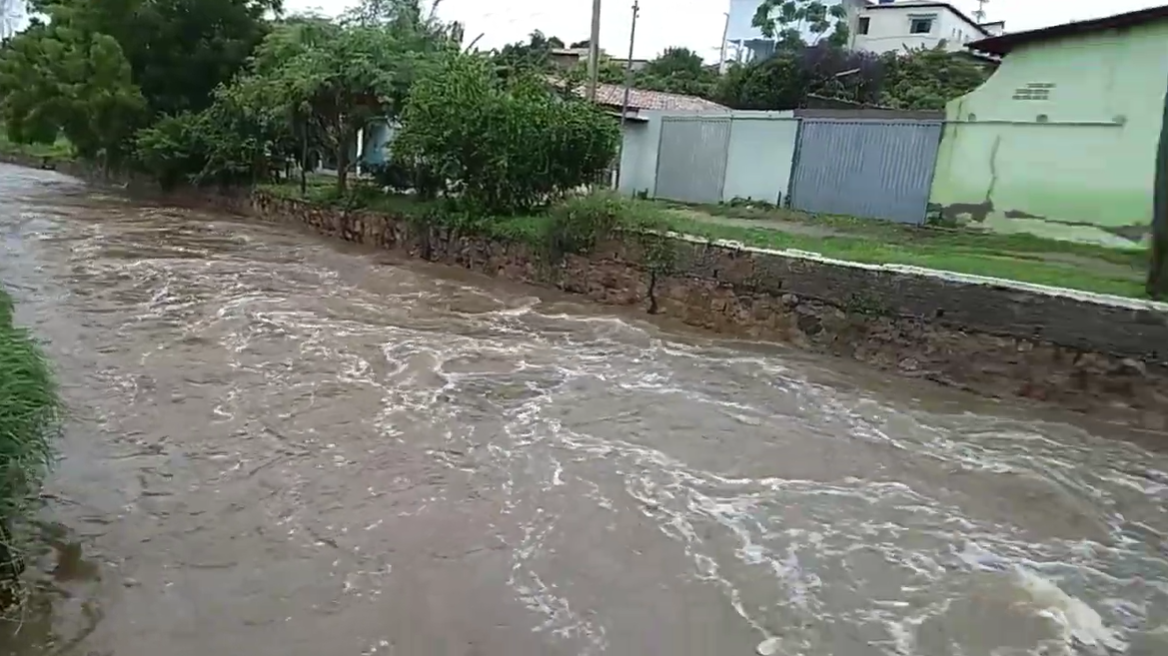
Trecho do Rio São José no período de chuvas

No final da década de 1940, uma seca severa atingiu Poções, e a solução encontrada foi a evaporação das águas do velho açude. Após a evaporação, formaram-se nuvens que se juntaram às já existentes. Posteriormente, um francês chamado Junot, contratado pela prefeitura para realizar o serviço, subiu em um avião e bombardeou as nuvens com gelo seco. Apesar de todo o esforço, não choveu em Poções, pois o vento atrapalhou os planos do técnico. Junot nunca mais pôde voltar à cidade, pois os prejudicados o alertaram de que se ele retornasse, morreria. A chuva, no entanto, caiu próximo à divisa de Poções com Tanhaçu, o que aborreceu muito a população. 
Na tentativa de resolver o problema das enchentes que de tempos em tempos assolava a população da cidade na década de 1950 foi construído um açude para represar parte da água do rio, o açude se localizava no leito do rio São José, acima do centro da cidade, onde hoje se localiza o bairro do açude. Mas mesmo com a construção do açude, os problemas com as enchentes não desapareceram, no início dos anos de 1950, pouco tempo após a construção do novo açude, a cidade sofreu novamente com fortes chuvas, e a represa não suportou a força da água, parte da estrutura de barro se rompeu e ameaçou invadir todo o centro da cidade de Poções. Outra vez, na década de 1980, houve uma enchente de grande porte na cidade, as águas chegaram a inundar a praça Góes Calmon, alcançando a praça Deocleciano Teixeira (atual Raimundo Magalhães). Isso causou muitos prejuízos à população, e o prefeito Octávio Curvelo decretou estado de calamidade pública. Várias casas desabaram e muitas pessoas ficaram desabrigadas. Essa foi a última grande enchente do Rio São José de que se tem notícia.
A degradação do açude deu-se com o passar dos anos. A água que abastecia a população de classe média e classe média alta ficou imprópria para o consumo, já que os esgotos da cidade despejavam ali seus detritos. A população passou a servir-se de água do rio das Mulheres, na Cachoeirinha, a cerca de três Km da sede. Jumentos e carros-de-boi subiam a atual rua da Itália, passavam pelo casarão de Argemiro Pinheiro e iam até a Cachoeirinha, carregando água em carrotes (barris) de madeira. Com a construção da barragem de Morrinhos pelo DNOCS e a instalação da adutora, a cidade passou a ter água encanada, a partir do final da década de 1950, chegando à plenitude do abastecimento nos anos 1960.
Em lugar das águas correntes do rio São José, que nasce em Duas Vendas, o município de Poções passou a receber água do Rio das Mulheres localizado há cerca de 20 km da sede da cidade. A prefeitura, em convênio com o governo federal, construiu um grande canal de esgotos que atravessa toda a cidade e vai desaguar numa estação de tratamento na margem esquerda da BA-262, rodovia Poções - Nova Canaã. O século XXI será marcado pela luta pela água em todo o planeta. Substituir um rio de águas correntes por esgotos foi a opção encontrada pelos prefeitos nas últimas décadas do século XX, culminando com a política de transformar o rio São José em um grande canal de esgotos. Esse processo foi iniciado na gestão Antônio Mascarenhas e tem continuidade na atual administração, numa ação que desmerece o valor da água.

## Política
De modo geral, no município de Poções prevalecem as forças conservadoras. Desde as eleições municipais de 1947, alternaram-se no poder, partidos de tendências direitistas.[carece de fontes?]
De modo geral, no período denominado como Quarta República ou República Populista, os partido hegemônicos em Poções eram a UDN, o PR e o PSD. Ressaltando que o PR era um aliado da UDN. O PSD era o partido da oposição. Exceto pelo processo eleitoral municipal de 1958, quando a UDN e o PR, por disputas quanto ao nome único a ser lançado, acabou por se dividir na disputa. Lançando os nomes de Miguel Lopes Ferraz como candidato da UDN e o PR lançou o nome de Bernardo Torres Coelho. Neste processo foi eleito prefeito, Olímpio Lacerda Rolim do PSD.
No período da ditadura militar, a ARENA foi o partido hegemônico no município de Poções, com todos os prefeitos municipais do período sendo filiados à ARENA. Nesse período ocorreram cinco processos eleitorais no município: 1966, 1970, 1972, 1976 e 1982. Todos ganhos pela ARENA/PDS.O último prefeito do período militar no município de Poções, foi Eurípedes Rocha Lima, eleito em 1982, pelo PDS, e a partir de 1985, filiado ao PFL.
Em 1988, o município viu uma nova configuração nas forças políticas locais. A candidatura de Luís Heraldo Duarte Curvelo, pelo PDT se configurava como uma possibilidade de mudança notável. Porém, um acidente fatal com automóvel, na vinda dele de Vitória da Conquista para Poções, após fazer seu registro eleitoral, interrompeu esta possível mudança. Assumiu a candidatura em seu lugar, Antônio Edvaldo Macedo Mascarenhas, até então o candidato a vice-prefeito. Este, por sua vez, seria o líder político mais influente na cidade de 1989, até sua morte em 17 de agosto de 2001, coincidentemente, como seu outrora companheiro de chapa, em um acidente fatal com automóvel, voltando para Poções, vindo de Salvador. Antônio Mascarenhas foi um político que despontou no cenário da política municipal como opositor ao governo do estado.
Sendo filiado ao PDT, seria a possibilidade de mudança, com um partido político que se colocava no espectro da centro-esquerda a nível nacional. Com apoio do PT, então comandado, no município, por Antônio Ferreira dos Santos Neto, para a conjuntura política daquela época, o governo se configurava como um diferencial que jamais se havia visto em Poções.[carece de fontes?]

## Cultura
Desde a sua origem até a atualidade, Poções possui manifestações e festejos relevantes de cunho religioso e está memória está presente nos principais edifícios católicos da cidade, em especial, os que foram edificados ao longo do processo de dominação portuguesa do território. Desse modo “[...] percebe-se um forte apego ao símbolo do Divino Espírito Santo representado através das bandeiras”  Um exemplo dessa característica é a “Festa do Divino” que é realizada em Poções, oficialmente, desde o ano de sua elevação a vila, nesse sentido, “a vinda de elementos da cultura religiosa dos colonizadores europeus resultou na festa ao Divino Espírito Santo, possuindo a celebração baiana ainda hoje as marcas originárias da tradição portuguesa”. Dos edifícios católicos, podem-se destacar os três principais e mais antigos presentes no centro da cidade de Poções. A primeira estrutura religiosa é a Capela de Nossa Senhora da Lapinha, e com a sua construção, em 1792, que marca a manifestação do Catolicismo no arraial. Em sua passagem pelo Arraial dos Poções, em meados dos anos de 1815, o príncipe Maximiliano descreve que o lugar conta com “[...] uma dúzia de casas e uma capela feita de barro”. De acordo com Sousa e Alves (2004, p. 144) “[...] à Capela de barro citada pelo príncipe possivelmente era a Capela de Nossa Senhora da Lapinha, única que se tem notícias do período [...]”. Como observado pelo príncipe Maximiliano, o material utilizado para a construção da Capela foi o tijolo de adobe ou popularmente chamado de "adobão" (barro). Por falta de manutenção sua estrutura ficou comprometida, resultando posteriormente na demolição da mesma. Outra versão relatada por antigos moradores da cidade, revela que a capela original foi destruída devido a fortes chuvas na década de 1940. 
O segundo edifício histórico, se refere à primeira igreja construída na cidade, a Igreja do Divino Espírito Santo. O início de sua construção, de acordo com o IBGE (1956, p. 124) é datado em 3 de agosto de 1830 e não ocorreu de forma contínua, pois houve interrupções no processo. A construção da igreja foi continuada em 1842 pelo capitão-mor João Dias de Miranda e concluída pelo capitão Antônio Coelho Sampaio, de acordo com o documento supracitado. Esses aspectos revelados na paisagem evidenciam a centralidade deste edifício religioso para a formação da cidade. Nesse sentido, as temporalidades se diferenciam pelo contexto históricosocial e pelo desenvolvimento do Trabalho e das Técnicas. As crenças, materializadas por meio da construção religiosa, perpassam cada paisagem datada de diferentes momentos. Além das transformações expressas na paisagem, as mudanças no templo religioso também são percebidas, uma vez que este passou por revitalizações que desconfiguraram sua estética original. No imaginário popular em Poções, a Igreja do Divino Espírito Santo tem destaque pelo seu valor cultural, histórico e religioso, sendo considerado um marco na história da cidade. A arquitetura simples inspira tradições, poetas e artistas plásticos na região. A terceira igreja a compor essa análise é a Igreja Matriz do Divino Espírito Santo. 
A terceira construção religiosa mais conhecidas da localidade é a Igreja Matriz, construída em meados da década de 1950, a Igreja Matriz é o maior templo religioso católico da cidade, situado em local de destaque altimétrico na Avenida Cônego Pithon, entre o Mercado Municipal e as praças do Divino e Raimundo Pereira de Magalhães. Em razão desta posição de destaque pode ser vista de vários pontos da cidade, mesmo com a tendência à verticalização de construções, no século XXI. Foi revelada a necessidade de construir uma igreja maior para acomodar maior número de pessoas, visto que a antiga Capela do Divino Espírito era muito pequena, assim, se iniciou a construção da Igreja Matriz. 

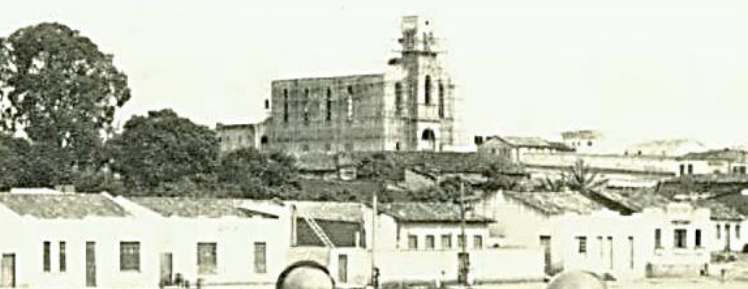
Construção da Igreja Matriz de Poções na década de 1950

Os festejos ao Divino Espírito Santo são de origem portuguesa, a festa é oficialmente realizada em Poções a partir de 1880, pelo então pároco Luís França dos Santos A festa do Divino Espírito Santo, que ocorre em diversos municípios do Brasil e em alguns países do mundo, como Portugal, acontece em terras brasileiras desde a colonização do país. Em Poções, município que está localizado na região sudoeste da Bahia, e desde então possui esta festa que é a mais movimentada e comovente da cidade, esta manifestação religiosa tornou-se um símbolo do município que tem como padroeiro o Divino Espírito Santo Na Chegada das Bandeiras, que acontece nas sextas-feiras, dois dias antes do domingo que comemora pentecostes (a descida do espírito santo sobre os doze apóstolos), ocorre o ápice das comemorações ao Divino pela população cristã da cidade: a cavalgada acompanhada com as bandeiras dedicadas ao Divino Espírito Santo. O festejo religioso cristão é organizado em um novenário (comemoração em nove dias ao Divino Espírito Santo) ocorrendo as missas na matriz da cidade, no ginásio de esportes e no último dia no estádio de Futebol do município. A festa profana acontece paralela à cristã, sempre antes ou após as missas, atualmente ocorrem durante dez a cinco dias.

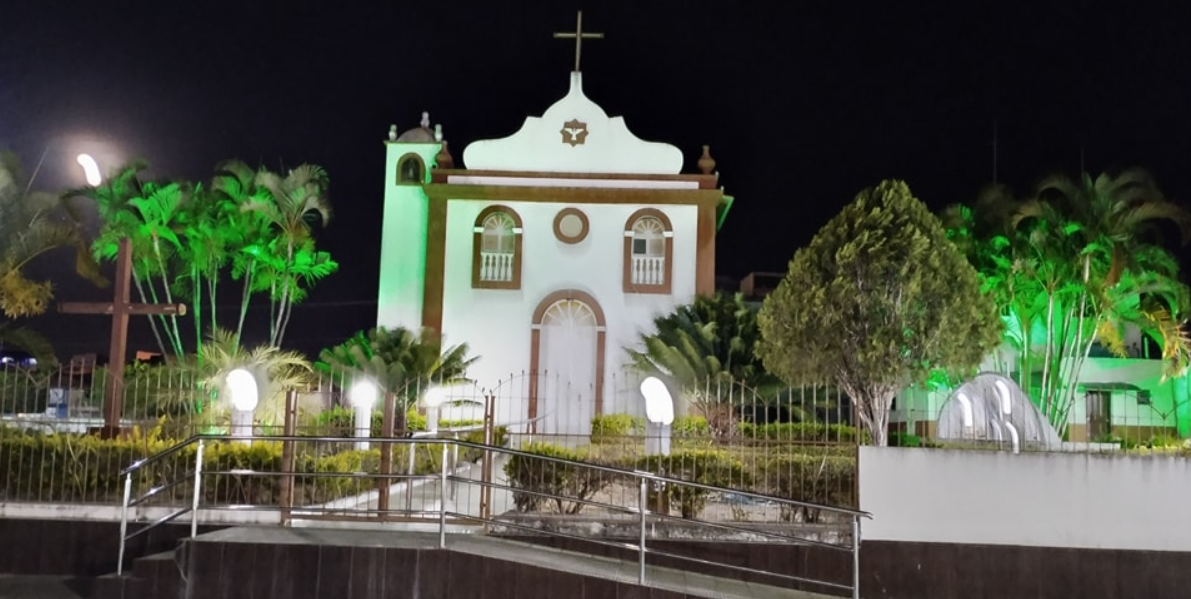
Igreja do Divino Espírito Santo

A festa é organizada com base no dia de Pentecostes. Devido a isto é realizada nos meses de maio ou junho, quando normalmente durante a noite atinge-se uma temperatura entre 17° e 15° graus, esporadicamente ou até menos, revelando a devoção dos fiéis que mesmo com a baixa temperatura resistem ao frio para afirmar sua fé. Uma peculiaridade que existe nesta festa, assim como se encontram em tantas outras, é o fato de haver a junção das classes sociais no evento. Atualmente, não há registros de 1464 separação entre os grupos, pois no novenário, que ocorre na igreja matriz, no ginásio de esportes e no estádio de futebol, não há bancos separando famílias ou hierarquias de quaisquer natureza; entretanto, no período em que Monsenhor Honorato era pároco, de 1937 até 1942 e depois de 1947 até 1985-1986 havia tal distinção. No momento do ofertório pessoas de diversas camadas se oferecem para ajudar na cerimônia das missas; no dia da chegada das bandeiras, em frente à igreja matriz ficam os políticos da cidade e aliados de outros locais, acompanhados com o pároco e religiosos da arquidiocese de Vitória da Conquista e convidados; todos na espera do estandarte que é carregado pelo Memorialista Homero Ferreira da Silva junto à cavalaria. Nestes instantes, a população se une aos políticos e aos religiosos em um mesmo espaço para esperar a chegada, aparentando em sociedade uma suposta união que o padroeiro proporcionaria nos dias de festa entre as divisões Poçõense. A Chegada das Bandeiras, considerado o momento ápice dos festejos religiosos, inicia-se às 05h00min em média com a alvorada na Praça Monsenhor Honorato, organizada pelo memorialista Homero Ferreira da Silva junto aos seus familiares e amigos. Os foliões da festa de largo vão até a Igreja matriz ver a alvorada que todos os anos ocorre com queimas de fogos. Algumas pessoas que vão prestigiar os fogos de artifício neste horário logo permanecem no espaço central da cidade e ficam aguardando a chegada das bandeiras, que passam em frente à matriz às 10h00 horas; durante a tarde, vão ao encontro dos blocos (festa de camisa aberta) e durante a noite assistem mais shows. Existem alguns foliões que ficam de dois a três dias na folia sem descansar, participando das comemorações religiosas e profanas. Um grande número de bandeiras são depositadas na igreja devido ao pagamento de promessas feitas ao Divino. Devotos as entregam na matriz ou ao Senhor Homero e depois são levadas para Poçõesinho, onde acontece o início da chegada das bandeiras.

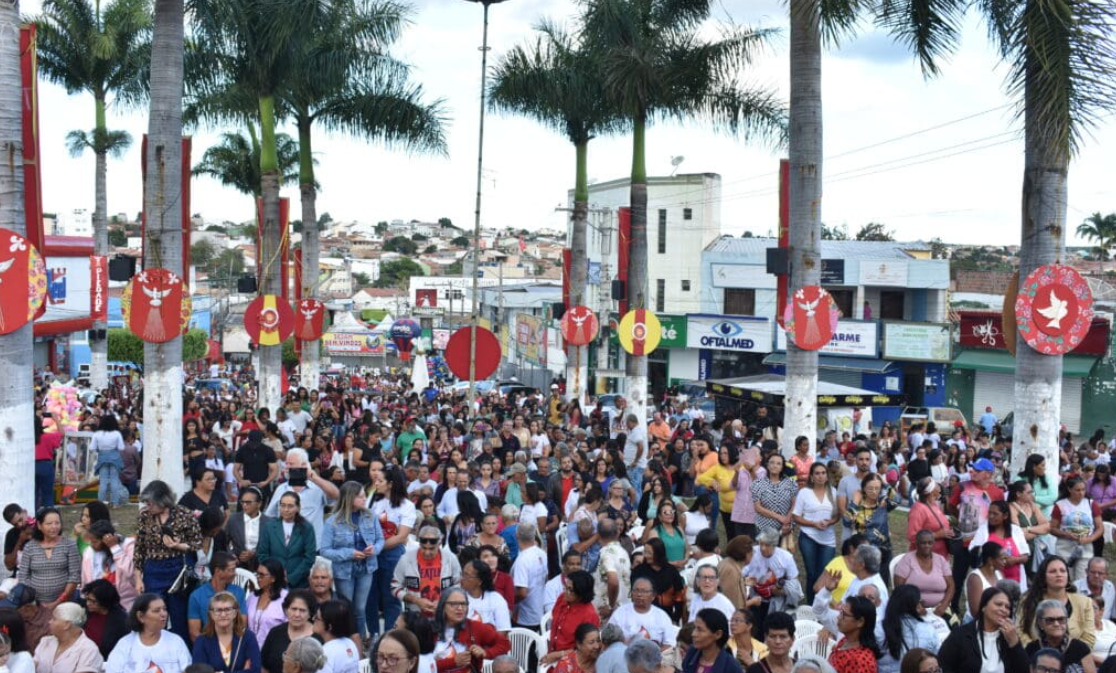
Cortejo religioso ao Divino Espírito Santo

A prefeitura, junto com os convênios, promove os shows durante os novenários, sempre depois ou antes da missa. Em alguns anos, principalmente nestes últimos tempos, são reduzidos os dias da festa de largo, em média de dez a cinco dias. O espaço onde ocorrem estas festividades é uma quadra de esporte sem cobertura que foi construída em 1998 pelo Prefeito Antônio Edvaldo Macedo Mascarenhas (conhecido na cidade como Tonho Gordo), sendo que antes deste ano o espaço não possuía o formato de hoje. As barracas, anteriores a esta data, possuíam a estrutura de madeiras com o revestimento de palhas de coqueiros; depois da inauguração, barracas padronizadas as substituíram e bandas renomadas nacionalmente passaram a ser contratadas. Sobretudo nas décadas de 1970 e 1980 havia pavilhões, onde predominava certa desigualdade entre as classes, da seguinte forma: algumas barracas reproduziam sons mecânicos e pessoas, normalmente da classe baixa, as frequentavam. Sendo que em outras barracas, onde pessoas das classes médias e altas da cidade ficavam, artistas da terra tocavam e promoviam leilões.

## Imigração Italiana em Poções
Em primeiro lugar nota-se que aumento do fluxo migratório de italianos para a Bahia coincidiu com a grande emigração para o Brasil, aonde chegaram 1.048.317 cidadãos italianos entre 1884 e 1903.37 Isto é: as causas primeiras devem ser buscadas na situação interna da Península e nas facilidades oferecidas pela emigração subsidiada para a América do Sul. Pelo que concerne, em específico, a Bahia, não houve, como em São Paulo ou no Espírito Santo, iniciativas de fomento à imigração estrangeira por parte de latifundiários locais, talvez em consequência dos rotundos fracassos das sociedades de colonização agrícola da época imperial. A emigração que se dirigiu no Estado o fez de maneira espontânea, contando com recursos próprios e com a ajuda de precursores já instalados. Nota-se assim que o crescimento foi alavancado sobretudo pelas comunidades italianas do interior como Jequié, Jaguaquara, Ipiaú, Barra do Rocha, Poções, Belmonte, Morro do Chapéu, entre outras, por efeito da chegada de parentes dos primeiros emigrantes. Em finais do século XIX, porém, os oriundos da Itália se encontravam sobretudo no interior. É o caso de famílias numerosas, como os campânos, Sarno, estabelecidos em Poções. 
A história social e genealógica das famílias tem algumas variantes interessantes. No caso da nossa família Sarno ocorre uma variante que por vezes tem confundido antigos e novos familiares : trata-se da família Orrico Sarno. Este tronco descende diretamente de Francesco Sarno, o conhecido tio Chico, que foi o primeiro Sarno da nossa família que veio para o Brasil. Francesco Sarno era casado com Carmela Orrico e tiveram 4 filhos. Um deles era  Vicente (Orrico) Sarno, que chegou ao Brasil em maio de 1925, com 15 anos e 11 meses. Ao chegar em Poções Vicente (Orrico) Sarno  encontrou o primo Vicente Sarno, que já trabalhava no comércio local. Para evitar futuras confusões comerciais com os nomes iguais resolveram, de comum acordo, que Vicente, filho de Francesco , assinaria Vicente Orrico Sarno, e que Vicente, filho de Fedele Sarno, continuaria como Vicente Sarno. Como a legislação e o costume italiano não incluem o sobrenome da mãe, esta inclusão do “Orrico” ficou sendo apenas um acerto que, naquela época – estamos falando de 1925 – era possível. Assim, a rigor, este tronco da família Sarno não possui de origem o Orrico no nome. Podem passar a tê-lo  caso seja incluído em registro aqui no Brasil. Os Espinheiras possuem a mesma origem que os “Orrico”: Francesco Sarno, casado com Carmela Orrico, tiveram uma filha de nome Matilde Sarno. Matilde casou-se com José D’Andrea ( moravam em Poções depois foram para Jequié) e tiveram uma filha chamada Iracema D’Andrea. Se destacarmos os sobrenome ocultos ficaria  Iracema (Sarno – Orrico) D’Andrea. Posteriormente Iracema casou-se do o Dr. Ruy Espinheira, perdendo então o D’Andrea.  O fato da mulher não transmitir o sobrenome oculta muito a descendência, e assim o Espinheira ficou prevalecendo em um tronco da família genuinamente Sarno.  Lembro quando Corinto Sarno hospedava Dr. Ruy Espinheira em nossa casa em Poções, o fazia na condição de grande amigo e esposo de Iracema, prima de Corinto. 
No final do século XIX e início do século XX, a cidade de Poções recebeu um afluxo considerável de imigrantes italianos, a Bahia não foi a região preferida da imigração italiana, mas neste período constata-se um aumento da chegada dos estrangeiros na cidades do interior da Bahia, Jequié foi a região que recebeu o maior número de colonos italianos. A maioria dos imigrantes italianos recém-chegados terras de Poções eram homens solteiros, que na maioria das vezes se casavam com as mulheres locais e geravam uma descendência ítalo-brasileira, mas também vieram se instalaram na cidade famílias italianas, com marido, mulher e filhos, logo quando chegaram ao local rapidamente assimilaram os costumes locais e passaram a construir suas casas em várias partes da cidade, principalmente na região central, ainda hoje se encontra o centro de Poções, um destaque está em uma rua de casas históricas com alguns traços italianos, como a denominada rua da Itália, ao lado da prefeitura, algumas construções são ainda do início do século XX, e nelas se for bem observadas serão notados os traços de casas de arquitetura italiana. Os italianos contribuíram muito para o desenvolvimento local, eles trabalhavam principalmente como comerciantes, trouxeram a sua culinária, também se destacaram com a agricultura, pecuária, outro ponto importante trazido pelos imigrantes foi um novo ar cultural, sendo dos italianos artistas que trouxe as suas habilidades nas artes.
Na educação os italianos também deram muitas contribuições para a cidade de Poções, antes da sua chegada a educação ainda era muito pouco difundida no município, poucos tinham acesso a educação, não existiam escolas públicas, e então a maior parte da população era analfabeta, os italianos observaram esse cenário e as primeiras professoras conhecidas em Poções foram as italianas que possuía certo grau educacional ainda na Itália. Mas a despeito da escassez da oferta da educação secundária, os filhos dos italianos que geralmente priorizaram a educação de seus filhos os enviava para escolas secundárias em Vitória da Conquista, Jequié, as vezes até Salvador ou mesmo no Rio de Janeiro. Dentre as professoras, a profª Nadir Chagas, casada com um italiano, é uma das que mais se destacam, Nadir  Chagas De Benedictis (1908-1967) nasceu em Salinas da Margarida, Bahia, no dia 12 de outubro de 1908. Seu nome de batismo é Nadir Alves Chagas.  Filha de Manoel Ricardo das Chagas e D. Josepha Alves Chagas. Nadir formou-se em Salvador, No Colégio Nossa Senhora dos Perdões, no bairro de Santo Antônio Além do Carmo. Ao formar-se, seu pai faleceu e ela teve que assumir a função de professora, para cumprir seu mister. Por indicação do Prof. Anísio Teixeira, veio para o Município de Poções, com uma carta de recomendação ao então Tabelião de Notas - Saturnino Luiz de Macedo, que, por sua vez, apresentou-a a Fulgêncio Silva e família, onde ela passou dois anos.
Aos 19 anos de idade, pois, logo após a formatura, chegava ao Arraial de Santo Antonio dos Morrinhos, a  primeira professora formada para lecionar no Município de Poções, a Profª Nadir Alves Chagas, Didi para família Lago Silva, de quem foi professora e hóspede, professora Didi para os alunos e para a comunidade. Enérgica e simples, bonita e muito segura de si, em pouco tempo conquistou a simpatia de todos e o coração do comerciante italiano Massimo Antonio De Benedictis com quem veio a casar-se. Quando por força dos interesses do seu esposo, passou a morar na sede do Município de Poções já era mãe de três filhos e passou a  exercer sua função no Grupo Escolar Alexandre Porfírio, na antiga praça da Liberdade, atual praça da Bandeira, onde deu educação a algumas gerações de poçoenses,  muitos dos quais despontaram e despontam nas letras e nas artes, graças  à base que tiveram naquele primoroso curso primário, onde o aluno entrava analfabeto e saía expert em gramática. matemática, história. geografia e ciências naturais, com excelentes hábitos e atitudes apreendidoss e assimilados, aptos  a enfrentar a vida. Ela se desdobrava para ensinar, tudo o que era necessário ao crescimento intelectual dos seus alunos. Ela fazia do aprendizado individual uma competição que rendia frutos excepcionais no aproveitamento da classe, chegando a trabalhar em três turnos, pois os salários que recebia, enviava para a sua família, no Rio de Janeiro. Jamais aceitou um cargo de direção, mas estava sempre pronta a ajudar a dirigir a escola. Costumava dizer: “Gosto mesmo é de ensinar...”  Pegava aluno analfabeto e deixava em condições de fazer o Exame de Admissão ao Ginásio. E seus alunos eram sempre aprovados nos colégios de Jequié e Salvador, uma vez que Poções não tinha ainda o curso ginasial. Em 1952 passou a ensinar em Salvador até aposentar-se. Sua ida para Salvador deveu-se ao fato de ter que acompanhar os filhos que lá estudavam e que moravam em pensionatos. Em 1962 sofreu a perda do seu marido Massimo De Benedictis com quem conviveu por 33 anos; perda que muito a abalou, passando a ter problemas de saúde. Em 1967, faleceu de causas naturais, aos 59 anos de idade. Outras professoras seguiram o caminho de Nadir, e a educação passou a ser mais difundida no município.
Dentre as famílias de ascendência italiana mais numerosas que se encontram em Poções, destacam-se os Schettini, os di Napoli, os Paladino, a família Sarno, a família Leto, a família D'emídio, também os Sangiovanni, os Loggeto, Liguetto, Tomazzi, D'Antoni, Pascoal, Scaldaferri, Grizzi, Libonati, De Benedictis, entre outras famílias, além é claro dos imigrantes solteiros que por não ter descendência muito grande acaba passando desapercebidos, mais foi um número considerável de imigrantes, os seus descendentes ainda hoje habitam o município, seja a família Leto, a famílias próprios italianos, Poções encontra muitas famílias ligadas aos descendentes dos fundadores do Araial dos Poções, as famílias Gonçalves da Costa, ou Gonçalves, Rocha Pinto, Rocha Dias, Pereira de Magalhães, entre muitas outras que não podemos destacar aqui. Destacamos a biografia do Sr. Ricardo De Benedictis, em que ele conta e dá algumas características do local onde nasceu, ele nos conta: "Nasci às 11:00 horas da manhã de segunda-feira, no dia 30 de outubro de 1939 na rua da Itália, coração da cidade de Poções, no Estado da Bahia. A rua dos italianos, como os poçoenses se referiam à Rua João Pessoa, atual Rua da Itália, é a principal artéria, partindo da Praça Deocleciano Teixeira, atual Raimundo Magalhães e finalizando na então Praça da Liberdade, hoje da Bandeira, na centenária cidade de Poções. Das janelas ou do passeio da nossa casa, que era a quinta à esquerda de quem subia a rampa inicial da rua, assistíamos às festividades escolares, desfiles cívicos, cavalhada do Divino Espírito Santo, tendo à frente a Filarmônica Primavera. Meu pai veio da Itália e estabeleceu-se em Morrinhos com uma padaria que ganhou por serviços contábeis prestados ao patrício Ângelo Loggeto. Conheceu minha mãe, Professora recém formada – primeira diplomada a lecionar no município, na casa de Fulgêncio Silva, seu vizinho, onde ela se hospedava logo que veio de Salvador em 1927. Casaram e foram morar em Poções. O primeiro filho foi Ernesto que nasceu em 30 de janeiro de 1930 em Salvador. Ainda em Morrinhos nasceram Tereza e Marilze. Stella Maria e Olga nasceram em Poções. Nadir Celeste nasceu no Rio de Janeiro, eu, Carlos Alberto, Nanci e Rosa Maria nascemos em Poções. Também o Carnaval era uma festa muito bonita, com desfile de blocos e carros alegóricos, principalmente os carros que traziam a rainha e as princesas, eleitas por votação da sociedade no Clube Social de Poções, que chegou a funcionar na esquina da nossa rua, em casa do italiano Miguel Schettini, primo do meu pai, passando depois para a Praça do Divino, posteriormente para a Praça da Bandeira, no prédio onde hoje é o Paço Municipal e depois, no prédio da Sociedade União das Classes, ainda na Praça da Bandeira e, finalmente, na Av. Cônego Pithon, em sede própria!"
"Voltando à Rua da Itália, subindo a rua pelo lado esquerdo, tínhamos o consultório do Dr. Trindade, que também foi Coletor Estadual (Secretaria da Fazenda), posteriormente, o Dr. Ary Alves Dias estabeleceu-se ali com uma farmácia. Depois seguia-se a Coletoria Estadual, lembrando-me a simpática figura do Coletor Alcides da Silva Fagundes que depois seria prefeito, sucedendo ao grande prefeito, então Pretor Dr. Fernando Antonio Costa. Em seguida, o armazém de Raphael Schettini que permanece no local depois de ter passado pelo seu filho Fernando e seu neto Marcos Schettini. Vizinho ao armazém Schettini, residia o italiano Affonso Liguori que era o nosso vizinho de quintal. Posteriormente morou neste endereço a família Lamêgo: Cleófano, Regina e os filhos: Guilherme, Carlos Lindberg e Cleófano, alem das meninas Cléa, Margarita e Alda. Ali no número 13, a família De Benedictis, chefiada por Massimo Antonio e pela Profª Nadir (Didi). Depois vinha o armazém de Miguel Schettini, a residência de João Liguori e a casa de Corinto Sarno, já na esquina. Uma rua estreita que era denominada ‘beco da usina’ onde funcionava a usina termoelétrica de Biaggio (Bras) Labanca, seguindo a rua principal, o Cine Joia, na esquina de uma rua de calçamento de pedras irregulares, apelidada de ‘beco do desata gravata’, onde ficava a usina beneficiadora de arroz, de propriedade de Fidelis Sarno (Fidelis do Arroz), um terreno baldio onde foi construído o prédio da atual Câmara de Vereadores e o atual prédio da Prefeitura Municipal, que antes havia sido sede do clube social e academia de jiu-jitsu de Osmar Campos Neto, cuja fachada é frontal à Praça da Bandeira e lateral à rua da Itália.
"A terceira casa era de José Schettini, única casa em Poções que foi construída com dois pavimentos e manteve-se até poucos dias, com sua fachada intacta. O vizinho era Valentin Sarno, posteriormente, Emilio Sarno. Mais acima residiam pela ordem: Camilo Sarno depois Ed Porto Alves, seguido de Benevaldo Rocha), Raphael Schettini, Miguel Lopes Ferraz (depois Vincenzo Palladino), Dr. Ruy Espinheira e Americo Libonatti, na esquina. Na esquina lateral frontal era a Prefeitura, que depois sediou o Forum, até os anos 1970. Posteriormente esta casa passou a abrigar a Secretaria Municipal de Educação e outros setores da prefeitura. Depois a casa de Mariuscia Schettini, Luiggi Sarno, a Igreja Batista, o Forum, já na Praça da Bandeira, uma residência e a Escola Alexandre Porfírio, em cujo estabelecimento fiz o curso primário". Todas as descrições a seguir foram fornecidas pelo Sr. Massimo Ricardo De Benedictis que como vimos nasceu na cidade de Poções em 1939 'a família De Benedictis vem de alta linhagem greco-romana e passou a ser muito importante na Itália, a partir do século XVII. Após a Primeira Guerra Mundial, parte desta família veio para o Brasil, mais precisamente, para São Paulo, Espírito Santo e Bahia. Na Bahia, em 1919, chegou o primeiro membro da família, Massimo Antonio De Benedictis, que desembarcou em Salvador, onde teve notícias de alguns patrícios e conterrâneos de Trecchina - Potenza, que moravam na cidade de Poções, sudoeste do estado, de clima frio e altitude compatível com o clima europeu. Em Poções, Massimo Antonio encontrou o velho amigo da família, Angelo Loggeto, com quem trabalhou os primeiros anos, tanto no balcão da padaria de Loggeto, quanto fazendo sua escrita contábil. Algum tempo depois, ajudado pelo amigo, estabeleceu-se em Morrinhos, no ramo de armazém de café. Prosperou, comprou fazendas, gado e veio a casar-se com a professora Nadir Alves Chagas, que após o casamento passou a chamar-se Nadir Chagas De Benedictis. Em 1927, Massimo Antonio trouxe da Itália seus pais, Ernesto e Rosina De Benedictis, cujo nome de solteira era Rosina Schettini; sua família era dona de pequena propriedade vinícola em Trecchina. Massimo trouxe também os irmãos Michele, Ida e Trieste, ficando na Itália as irmãs Emilia e Elena. Para Poções, vieram alguns membros da família Schettini, a exemplo dos irmãos Rafael, Michele e Giusepe. Massimo Antonio, casou-se com Nadir Chagas De Benedictis, em 1929, tendo falecido em 22/09/1962, deixando os seguintes filhos: Ernesto, Teresinha, Marilze Conceição, Olga, Stella Maria, Nadir, Massimo Ricardo, Carlos Alberto, Nanci e Rosa Maria".
Tendo falado sobre sua família, agora vejamos quem foi o sr. Ricardo De Benedictis por uma pequena biografia, "Massimo Ricardo De Benedictis estudou o primário em Poções, o ginásio em Jequié e Salvador. O secundário e o universitário em Salvador e no Rio de Janeiro; é professor e jornalista; em 1970 iniciou sua vida jornalística em Salvador, no jornal IC, transferindo-se para o Rio de Janeiro, onde ajudou a fundar a revista Estados & Municípios e, em 1974, fundou a revista Atualidades; Voltando a residir na Bahia, em Vitória da Conquista [...] Membro fundador da Academia Conquistense de Letras, cadeira nº 9, tendo como patrono o poeta seiscentista Gregório de Matos e Guerra, fundou e foi o 1º Diretor do Centro de Cultura Camilo de Jesus Lima, em Vitória da Conquista. Em sua 1ª gestão no Centro de Cultura dotou a Academia Conquistense de Letras e a Casa da Cultura de Vitória da Conquista de sede própria registrando-as no Cartório de Registro de Imóveis, além de dotá-las de mobiliário, máquinas de escrever, arquivos, etc. Em 1989 ajudou a fundar a Delegacia do Sindicato de Jornalistas (SINJORBA) em Conquista, tendo sido seu delegado, indicando seu sucessor. Em julho de 1992 foi nomeado novamente diretor do Centro de Cultura Camilo de Jesus Lima, deixando o cargo em janeiro de 1993 para assumir a Coordenação de Cultura exigindo do então prefeito Pedral Sampaio a autonomia da coordenação, desvinculando-a da Secretaria Municipal de Educação - guindando-a por Lei, a Departamento; assumiu a direção do Departamento de Cultura da Prefeitura Municipal de Vitória da Conquista, onde realizou um trabalho sem precedentes, até 5 de dezembro de 1995, quando solicitou exoneração do cargo para voltar à direção do Centro de Cultura Camilo de Jesus Lima pela 3ª vez". 
O sr. Ricardo De Benedictis pode então ser considerado como um cidadão ilustre do município de Poções, ele jornalista, poeta, músico, escritor e promotor da arte e da cultura da região sudoeste da Bahia, "poeta internacionalmente reconhecido, teve algumas das suas obras traduzidas para o espanhol e para o inglês, vez que foi escolhido pela professora Terezinka Pereira, da cadeira de literatura portuguesa da University of Colorado, U.S.A. para tese de alunos, tendo recebido muitas honrarias, principalmente a publicação de suas poesias nas revistas da University of Colorado e seus dados biográficos no livro Directory of Internacional Writers and Artists-1987, um trabalho daquela universidade americana de envergadura internacional, que vem de levar o seu nome a todos os continentes do mundo. Fundou também a Academia Poçoense de Letras e Artes, por ele fundada em 2004.
Cabe também fazer uma menção ao sr. Biaggio (Bras) Labanca italiano de nascimento, outro cidadão ilustre de Poções, "em um busto na praça, nada na memória do município sobre o grande benfeitor de Poções - Biaggio (Bras) Labanca, cuja usina termoelétrica iluminou por várias décadas a vida do poçoense, parando com a sua morte. Daí em diante a tradicional e progressista Poções teve que ficar sem energia por muito tempo, até que o governador Lomanto Junior mandou instalar nova usina, alguns anos depois.
Fala-se que Labanca não recebia pagamento da iluminação pública há anos e que as contas particulares mal davam para a manutenção dos seus geradores... Por isso, morreu pobre, mas deixou grande legado para os filhos Miguel, Gilberto e Giuseppina.Registre-se a ingratidão de todos os prefeitos de Poções para com o grande homem que foi Biaggio Labanca. A cidade ainda lhe deve um busto em praça pública. Nas décadas de 1940 e 1950 deste século, vários personagens faziam parte do cenário poçoense. Naquele tempo Poções servia-se da energia termoelétrica oriunda de um grupo gerador pertencente ao italiano Bras, simpático, de baixa estatura, meio gorducho. Ele era representante do Banco do Brasil, uma vez que, até então, a cidade não dispunha de agências bancárias e, também  nesse mister, prestou relevantes serviços à comunidade...
A iluminação pública - com toda a sua infra-estrutura, era pois, de sua propriedade. As residências recebiam energia das 18 às 23 h.  Lembro-me bem que, cerca de 15 minutos antes do desligamento total, a usina desligava e ligava a rede de distribuição alertando os consumidores para a interrupção dos serviços. Outro sinal era emitido faltando 5 minutos para às 23 h. Aí era um corre-corre danado. Todos se animavam para enfrentar a escuridão. Os que se encontravam pela rua despediam-se dos amigos e corriam para casa. Os que se encontravam em casa, ou dirigiam-se para o quarto de dormir ou tratavam de acender lampiões, fifós, candeeiros, lamparinas e velas. Às 23 horas, a cidade adormecia por completo ou quase por completo. Dai por diante, vez por outra, ouvia-se o apito de um guarda noturno durante a madrugada não sendo comum qualquer tipo de algazarra, a não ser em épocas festivas do Divino Espírito Santo, Carnaval, São João, Natal e Reveillon, quando a energia era gerada até às 4:30 h. por determinação das autoridades. Dia após dia, noite após noite, repetia-se esse ritual que haveria de durar enquanto durasse a vida de Brás. Mas haviam os contratempos. Defeitos no grupo gerador não eram constantes, mas aconteciam. A frente da usina termoelétrica dava para a rua Apertada, posteriormente batizada de Olímpio Rolim. Os fundos davam para a atual rua da Itália. Nestas ocasiões, era um Deus-nos-acuda.

Munidos de lanternas à pilha, íamos para a usina assistir as tentativas, na sua maioria com êxito, do conserto das máquinas. Em determinado momento Bras gritava os auxiliares Leocádio e Nicola Leto, pedindo-lhes que tomassem tal providência, ora Leocádio, ora Nicola eram alternadamente chamados por Brás que tinha voz tonitruante, de se ouvir a 50 metros. E era aquele trabalhão, com ameaças de disparar o motor. Até que acontecia o melhor. O gerador funcionava, inicialmente em baixa rotação e, num crescendo, chegava ao ritmo ideal para que pudesse ser ligada à rede de distribuição. Aí ouvia-se dos quatro cantos da cidade, gritos de alegria em coro: era o momento de glória... Todos se cumprimentavam felizes... Poções, então, sorria ao som daquele monstro de aço que era comandado pelo grande coração de Bras..." Então, a cidade há muito a se agradecer ao sr. Biaggio (Bras) Labanca, fica aqui um pequeno registro de seu grandes feitos para o município de Poções.